# Elezioni presidenziali in Romania del 2025
Le elezioni presidenziali in Romania del 2025 si sono tenute il 4 maggio (I turno) per il rinnovo della Presidenza del Paese.
Esse sono state indette, con un provvedimento del governo, dopo l'annullamento della tornata elettorale precedente da parte della Corte costituzionale per interferenze da parte di Stati esteri (specificatamente dalla Russia) nel suddetto procedimento.
Poiché, tuttavia, nessuno dei candidati ha ottenuto la maggioranza assoluta al primo turno, un ulteriore turno di votazioni si è tenuto il 18 maggio, da cui è emerso vincitore, con il 53,60% delle preferenze, Nicușor Dan, giunto precedentemente secondo..

## Sistema elettorale
Per le elezioni presidenziali, la legge elettorale romena (definita dalla Costituzione della Romania, principalmente dall’Art. 81, e dalla L. 370/2003) prevede l’applicazione di un sistema maggioritario a doppio turno: in tal senso dunque, per essere immediatamente eletto, un candidato deve ottenere la maggioranza assoluta (50%+1) delle preferenze tra gli iscritti alle liste elettorali (Art. 81, § (2), Cost.).
Tuttavia, qualora ciò non avvenga, è prevista l’indizione di un ulteriore turno di votazioni, ove risulta eletto il candidato che ottenga il maggior numero di voti (Art. 81, § (3), Cost.).
In aggiunta, la legge prevede una serie di requisiti ulteriori per registrarsi validamente come candidato. Nello specifico si richiede:
- di essere un cittadino rumeno ed essere domiciliato in Romania (Art. 16, § (3), Cost.);
- di avere almeno 35 anni al momento della deposizione degli atti per la candidatura (Art. 37, § (2), Cost.);
- di aver depositato presso il Biroul Electoral Central (Ufficio elettorale centrale) almeno 200 000 firme tra gli aventi diritto al voto, entro una data prestabilita di volta in volta (Art. 4, § (2), L. 370/2003).

Sono tuttavia esclusi dall'elettorato passivo, secondo la legge fondamentale, i seguenti soggetti (Art. 40, § (3), Cost.):
- i giudici della Corte costituzionale;
- l'avvocato del popolo;
- ogni tipo di magistrati;
- i membri attivi delle forze armate ed i poliziotti;
- ogni altro dipendente pubblico afflitto da un vizio di incandidabilità previsto dalla legge.

### Data
La data ufficiale delle elezioni è stata comunicata dal Governo il 16 gennaio 2025, a seguito di una serie di provvedimenti adottati dal Consiglio dei ministri.
Il voto è svolto, per il primo turno, tra le ore 7:00 e le ore 21:00 locali. Gli elettori che si trovavano in coda alla chiusura dei seggi, tuttavia, hanno avuto la possibilità di votare entro le 23:59.
Nelle sezioni estere il voto si è svolto nell’arco di 3 giorni: venerdì 2 e sabato 3 maggio le urne sono rimaste aperte dalle ore 7:00 alle ore 21:00 locali, mentre domenica 4 maggio è stato possibile votare allo stesso modo, ma in ogni caso mai più tardi delle ore 21:00 del fuso orario di Bucarest (UTC+3, a causa dell’ora legale), con una limitazione dei tempi di apertura delle sezioni nei paesi che si trovano ad ovest della Romania, al fine di allineare la chiusura dei seggi a livello globale.

### Calendario elettorale
Nei riguardi del calendario, il governo ha stabilito le seguenti scadenze.
| Data             | Evento |
| ---------------- | --- |
| 20 febbraio 2025 | Vengono designati tramite sorteggio i cinque giudici dell'Alta corte di cassazione e giustizia che fanno parte dell'Ufficio Elettorale Centrale (BEC)                             |
| 21 febbraio 2025 | I magistrati eleggono il presidente e il vicepresidente del BEC |
| 22 febbraio 2025 | Si aggiungono ai componenti del BEC il presidente e i vicepresidenti dell'Autorità Elettorale Permanente (AEP) e un rappresentante indicato da ogni partito politico parlamentare |
| 23 febbraio 2025 | Data limite per la presentazione delle domande di registrazione delle alleanze elettorali                                                                                         |
| 27 febbraio 2025 | Il Consiglio Nazionale degli Audiovisivi (CNA) stabilisce le regole per la campagna elettorale                                                                                    |
| 15 marzo 2025    | Data limite per la presentazione delle candidature |
| 17 marzo 2025    | Data limite per la registrazione o il respingimento delle candidature da parte del BEC                                                                                            |
| 18 marzo 2025    | Data limite per la presentazione delle contestazioni alla Corte costituzionale sulla registrazione o il respingimento delle candidature                                           |
| 20 marzo 2025    | Le candidature diventano definitive |
| 22 marzo 2025    | Si stabilisce l'ordine dei candidati sulle schede di voto |
| 4 aprile 2025    | Si apre la campagna elettorale per il primo turno |
| 3 maggio 2025    | Si chiude la campagna elettorale per il primo turno |
| 4 maggio 2025    | Scrutinio del primo turno |
| 5 maggio 2025    | Si apre la campagna elettorale per il secondo turno |
| 17 maggio 2025   | Si chiude la campagna elettorale per il secondo turno |
| 18 maggio 2025   | Scrutinio del secondo turno |

## Quadro politico
Il presidente uscente Klaus Iohannis, ex esponente e leader del Partito Nazionale Liberale, essendo giunto al limite costituzionale del doppio mandato, non può ricandidarsi alle elezioni. Iohannis, infatti, vinse nelle tornate del 2014 e del 2019, in entrambi i casi contro un candidato del Partito Social Democratico (Victor Ponta nel 2014 e Viorica Dăncilă nel 2019).
Queste elezioni sono state indette dal governo Ciolacu II — presieduto dal leader del PSD e sostenuto, oltre che dai socialdemocratici, dalla cosiddetta "Coalizione europeista", che comprende anche il PNL e l’UDMR — a seguito dell’annullamento della tornata elettorale precedente, che si era svolta alla fine del 2024. Dette elezioni sono state invalidate dalla Corte costituzionale rumena il 6 dicembre 2024, a seguito di possibili riscontri di irregolarità nella campagna elettorale.
La stessa Corte, il precedente 2 dicembre, aveva inizialmente validato il primo turno (tenutosi regolarmente il 24 novembre) dopo aver chiesto un riconteggio dei voti, avendo ammesso al ballottaggio i due candidati che avevano ottenuto il maggior numero di voti: l’indipendente sovranista Călin Georgescu e la liberale e leader dell’USR Elena Lasconi.

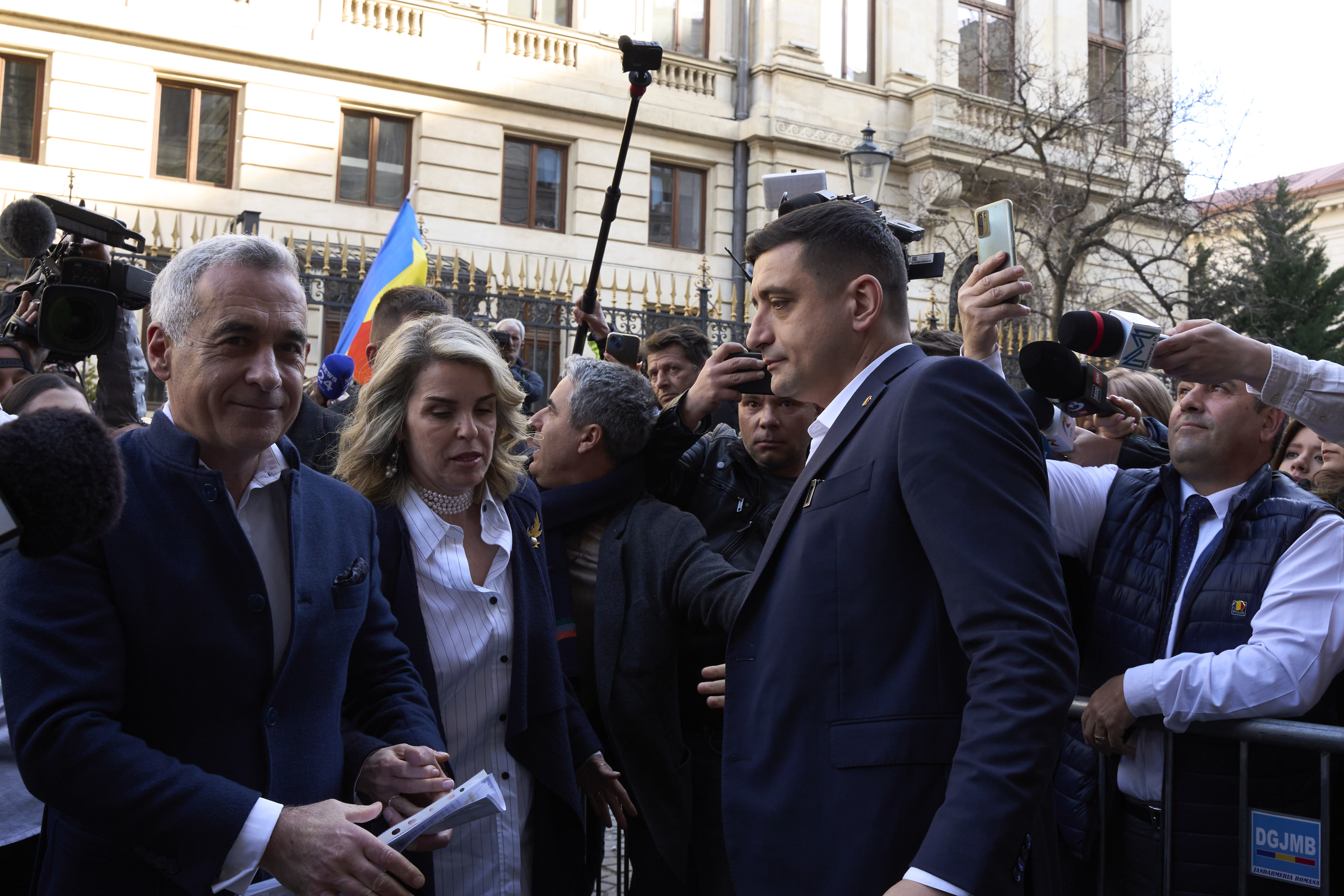
Georgescu si è presentato con Simion all'Ufficio Elettorale Centrale il 7 marzo per presentare la sua candidatura. La candidatura è stata respinta due giorni dopo

Tuttavia, in seguito alla pubblicazione di dati — inizialmente riservati — da parte dei servizi segreti interni, esteri e del Consiglio Supremo di Difesa, secondo i quali la Russia avrebbe coordinato una campagna online — tramite la piattaforma TikTok — per promuovere Călin Georgescu, è arrivata l’ordinanza di annullamento dell’intero processo elettorale. In seguito sono state anche avviate delle indagini specificatamente sulla campagna elettorale di Georgescu, che è stato ufficialmente indagato dalla procura il 26 febbraio 2025. Il successivo 21 dicembre 2024 il quotidiano Politico, basandosi su un rapporto di Snoop.ro, aveva rivelato che il PNL aveva finanziato una campagna elettorale su TikTok per promuovere il suo candidato, Nicolae Ciucă. Tuttavia, questa è stata poi clonata o dirottata — inavvertitamente per il partito — in favore di Călin Georgescu. La società che si è occupata della campagna, la Kensington Communication, ha poi chiesto agli organi competenti di verificare se la loro campagna fosse stata effettivamente clonata o dirottata ed eventualmente di adottare le misure legali necessarie.
In seguito, anche la Commissione europea ha avviato un’indagine, nel quadro del regolamento UE 2022/2065 (meglio noto come Digital Services Act), per verificare come TikTok gestisce i rischi di interferenze elettorali.
Nei mesi successivi i partiti sovranisti Alleanza per l'Unione dei Romeni (AUR) e Partidul Oamenilor Tineri (POT), sostenitori di Georgescu, hanno organizzato numerose manifestazioni di protesta in tutto il paese a favore della normale celebrazione del turno di ballottaggio delle elezioni del 2024 (una formula riassunta dallo slogan «Turul doi înapoi» - «Torniamo al ballottaggio»).
Nel gennaio 2025 inoltre AUR e POT, al fianco di S.O.S. Romania, hanno avviato le procedure parlamentari per la sospensione del presidente della Romania Klaus Iohannis che, sulla base di un'interpretazione della Corte costituzionale, era rimasto in carica oltre la data di termine del suo mandato originariamente prevista per il 21 dicembre 2024 — situazione eccezionale che era diventata argomento di dibattito politico e giuridico.

Dan e Simion durante un dibattito su Euronews, 8 maggio 2025

Il capo di Stato ha però rassegnato le proprie dimissioni il 10 febbraio, prima di ogni dibattito parlamentare riguardante la sua sospensione, motivando di non voler acuire la crisi istituzionale del paese. Il 12 febbraio 2025 il presidente del Senato, Ilie Bolojan, ne ha preso il posto ad interim, ai sensi dell’Art. 98, § (1) della Costituzione della Romania, riguardante la supplenza del presidente della Romania.

## Candidati

### Crin Antonescu (PNL-PSD-UDMR-Minoranze)
I partiti della maggioranza che sosteneva il secondo governo di Marcel Ciolacu — il Partito Nazionale Liberale, il Partito Social Democratico, l'Unione Democratica Magiara di Romania e le minoranze etniche — hanno trovato un accordo, il 23 dicembre 2024, per sostenere un candidato unitario alle elezioni presidenziali. La scelta è ricaduta su Crin Antonescu, Presidente ad interim nel 2012, ex Presidente del Senato rumeno e deputato, nonché Presidente del PNL tra il 2009 e il 2014. Ogni partito ha poi convalidato internamente la candidatura: il consiglio nazionale del PNL il 26 gennaio 2025, il consiglio dei rappresentanti dell'UDMR il 29 gennaio 2025 e il congresso del PSD il 2 febbraio 2025.
A suo sostegno il 22 febbraio 2025 i contraenti hanno registrato presso le autorità elettorali l'alleanza România Înainte (abbreviato A.Ro). Tra gli obiettivi della coalizione, il documento di fondazione enumerava il rigetto del radicalismo violento e dell'estremismo e la promozione dei valori comuni promossi da Unione europea e NATO.
Antonescu ha presentato la candidatura all'ufficio elettorale il 9 marzo 2025.

### Nicușor Dan (Ind.)
Nicușor Dan, sindaco della capitale Bucarest dal 2020, ha annunciato la propria intenzione di candidarsi come indipendente il 16 dicembre 2024. In precedenza è stato fondatore e Presidente dell’USR. Il 18 dicembre ha ricevuto l'appoggio anche del partito DREPT. Il 1º febbraio 2025 lo hanno seguito Partito del Movimento Popolare e Forza della Destra. Tra le altre formazioni politiche era sostenuto anche da REPER, Partito Diaspora Unita, Partito Nazionale Contadino Maniu-Mihalache e Partito Verde.
Ha presentato la candidatura all'ufficio elettorale il 7 marzo 2025.

### Elena Lasconi (USR)
La candidata e leader dell'Unione Salvate la Romania Elena Lasconi, di stampo liberale ed europeista, aveva annunciato di volersi candidare alle elezioni dopo l'annullamento della tornata dell'anno precedente. In quel caso, Lasconi si era qualificata al ballottaggio con il 19,17%, ovvero circa 2 700 voti di scarto sul candidato socialdemocratico Marcel Ciolacu (19,14%), contro l'indipendente Călin Georgescu. Ha presentato la registrazione all'ufficio elettorale il 13 marzo 2025.

### Victor Ponta (Ind.)
L'ex primo ministro (2012-2015) ed ex presidente del PSD (2010-2015), Victor Ponta, era tornato a far parte del partito prima delle elezioni parlamentari del 2024, conseguendo la nomina a deputato. Il 28 febbraio 2025 si è autosospeso dal PSD perché contrario alla scelta della dirigenza di sostenere Antonescu alle presidenziali. Dopo varie dichiarazioni in cui esponeva la possibilità di candidarsi, il 3 marzo ha annunciato di aver completato la raccolta firme e il 7 marzo ha presentato l'agenda politica presidenziale fino al 2030.
Il 12 marzo ha registrato la candidatura all'ufficio elettorale. Contestualmente il PSD ha deciso di espellerlo dal partito.

### George Simion (AUR)

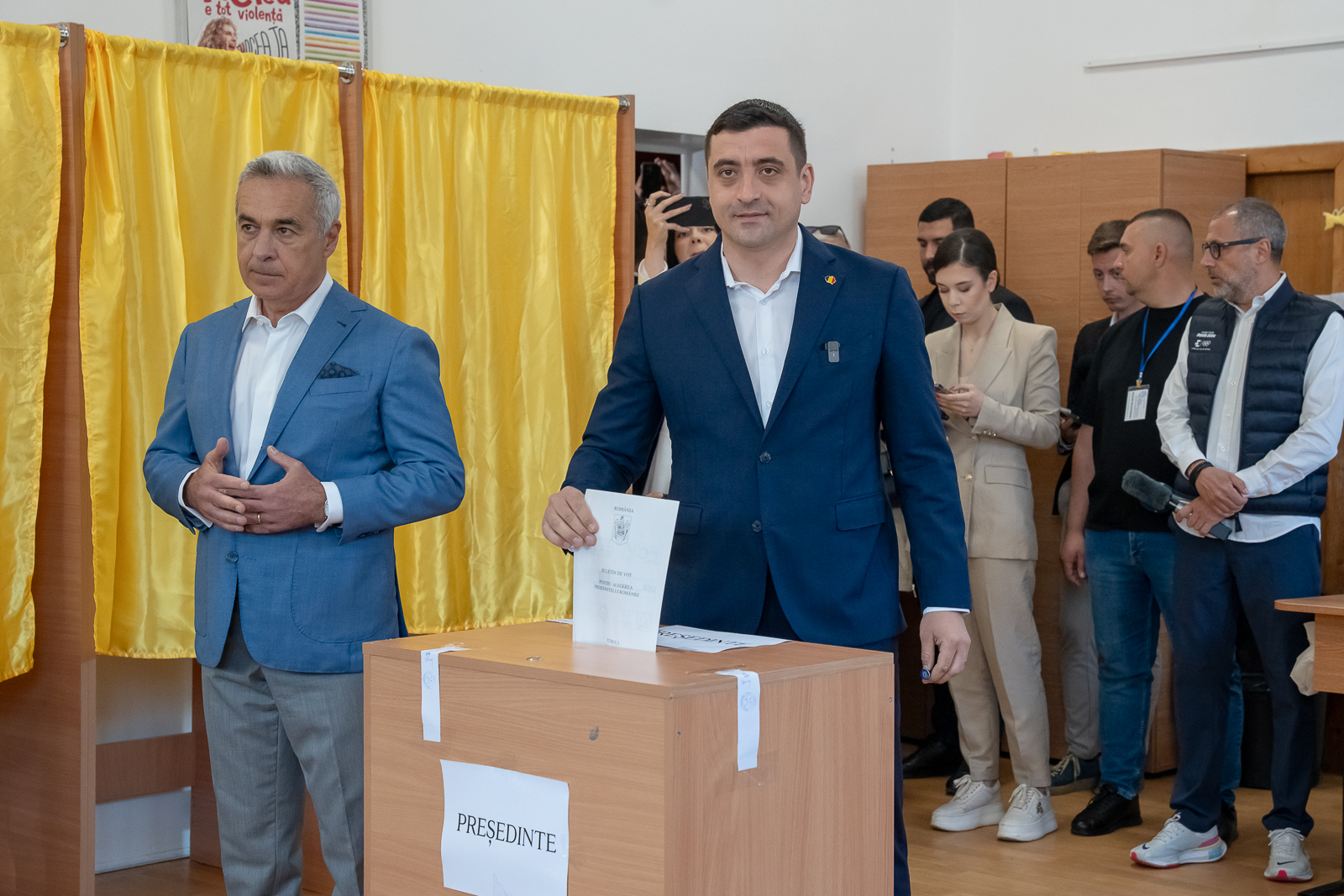
Simion e Georgescu votano insieme a Mogoșoaia, 4 maggio

Nel periodo precedente la campagna elettorale, il presidente dell'Alleanza per l'Unione dei Romeni, George Simion, ha più volte ribadito di non essere interessato alla candidatura e che il suo partito sosteneva Călin Georgescu. In seguito alla bocciatura di Georgescu da parte dell'ufficio elettorale, tuttavia, l'AUR ha vagliato diversi nomi per sostituirlo.
In seguito ad un colloquio con Georgescu, il 12 marzo Simion e la presidentessa del Partidul Oamenilor Tineri, Anamaria Gavrilă, hanno annunciato che avrebbero presentato entrambi la propria candidatura. Nel caso in cui l'ufficio elettorale avesse ammesso la registrazione di entrambi, uno dei due si sarebbe ritirato dalla competizione.
Simion ha presentato le firme all'ufficio elettorale il 14 marzo, accompagnato dall'ex premier polacco Mateusz Morawiecki, ed è stato convalidato il giorno successivo. Lo stesso 15 marzo la Gavrilă ha registrato la propria candidatura, che è stata ammessa due giorni dopo. In tale fase ha ribadito che si sarebbe ritirato il candidato della corrente sovranista con meno possibilità di vincere le elezioni.
Il 19 marzo la Gavrilă ha ufficializzato la rinuncia a concorrere alle elezioni.

### Altri candidati
- Daniel Funeriu (Ind.): europarlamentare del Partito Democratico Liberale dal 2008 al 2009, quando è diventato ministro dell'istruzione, incarico che ha mantenuto fino al 2012;[76]
- Sebastian-Constantin Popescu (PNR);
- Silviu Predoiu (PLAN): primo vice-direttore del Serviciul de Informații Externe dal 2005 al 2018, ricoprendo in questo frangente la carica di direttore ad interim in due occasioni nel 2006 e nel 2007;
- Lavinia Șandru (PUSL): deputata dal 2004 al 2008;
- Cristian Terheș (PNCR): presidente del Partito Nazionale Conservatore Romeno e europarlamentare dal 2019;
- John Banu (Ind.).

### Candidature rigettate

#### Călin Georgescu (Ind.)

Călin Georgescu

Il candidato indipendente di destra Călin Georgescu — di stampo nazionalista, euroscettico, anti-establishment e filo-russo — si è ricandidato alle elezioni del 2025 dopo l'annullamento di quelle dell'anno precedente. In quell'occasione, Georgescu si è qualificato al ballottaggio inaspettatamente, sconfiggendo il Primo ministro Marcel Ciolacu (PSD), giunto terzo. Il suo risultato ha ampiamente disatteso i sondaggi pubblicati pochissimi giorni prima delle elezioni e gli exit-poll; infatti, è giunto primo con il 22,94% dei voti.
Georgescu ha presentato la candidatura all'ufficio elettorale centrale il 7 marzo 2025, accompagnato dai presidenti dei partiti che lo sostenevano, George Simion dell'AUR e Anamaria Gavrilă di POT.
Il 9 marzo 2025 i membri dell'ufficio elettorale con una maggioranza di dieci a quattro hanno deciso di respingere la richiesta di registrazione. Le motivazioni, presentate nella sera del 9 marzo, specificavano che, alla luce delle azioni intraprese nel corso della campagna elettorale del 2024, la candidatura di Georgescu non soddisfaceva i prerequisiti richiesti da un presidente della Romania in tema di difesa dei valori costituzionali: «non soddisfa le condizioni di legalità poiché il candidato, non rispettando i regolamenti della procedura elettorale, ha violato l'obbligo stesso [...] di difendere la democrazia, che si fonda proprio su suffragi giusti, onesti e imparziali».
Alla delibera sono seguiti scontri di piazza tra i sostenitori di Georgescu e la Gendarmeria romena avvenuti a Bucarest. A livello internazionale la scelta dell'ufficio elettorale è stata condannata da Elon Musk e Matteo Salvini, mentre il portavoce della presidenza russa, Dmitrij Peskov ha dichiarato che uno scrutinio senza Georgescu non aveva legittimità.
La decisione è stata confermata l'11 marzo 2025 dalla Corte costituzionale, che ha respinto il ricorso di Georgescu.

#### Diana Șoșoacă (S.O.S. Romania)
Il 12 marzo 2025 l'europarlamentare e leader del partito ultranazionalista S.O.S. Romania, Diana Șoșoacă, ha dichiarato che avrebbe presentato nuovamente la propria candidatura alle elezioni del 2025, dopo il respingimento del 2024. In quell'occasione la candidatura era stata in un primo momento ammessa dall'ufficio elettorale, salvo poi essere annullata dalla Corte costituzionale, che riteneva che il discorso pubblico della Șoșoacă non fosse compatibile con gli obblighi del presidente della Romania di rispettare la costituzione, nella fattispecie nella difesa del principio di appartenenza della Romania a Unione europea e NATO, che erano previsti dalla carta fondamentale.
Il 13 marzo ha presentato la registrazione presso l'ufficio elettorale, che il 15 marzo ha respinto la sua domanda. Il 17 marzo 2025 la Corte costituzionale ha confermato l'opinione dell'ufficio elettorale.

#### Altre candidature rigettate
- Oana Crețu (PSDU)
- Gelu Drăgan (Ind.)
- Constantin Titian Filip (Ind.)
- Paul Ispas (Ind.)
- Maria Marcu (Ind.)
- Petru Mîndru (Ind.)
- Ion Popa (Ind.)
- Remus Pricopie (Ind.)
- Gicu-Romeo Tiță (Ind.)
- Matei Vanea (Ind.)
- Constantin Vieriu (Ind.)

### Candidature ritirate
- Ana Birchall (Ind.): avvocata ed ex vice Primo ministro per il PSD, è stata deputata dal 2012 al 2020 e ministro della giustizia nel 2017 e nel 2019.[76]
- Anamaria Gavrilă (POT): parlamentare e leader di POT, si è ritirata per sostenere la candidatura di George Simion (AUR).
- Anton Pisaroglu (Ind.): consulente politico.[98]
- Cristian Sima (Ind.): uomo d'affari.[76]

### Tabella riassuntiva
| Candidato (anno di nascita) | Candidato (anno di nascita)                              | Candidato (anno di nascita)         | Partito o coalizione                                                     | Incarichi politici | Slogan elettorale                                                              | Presentazione candidatura al BEC |
| --------------------------- | -------------------------------------------------------- | ----------------------------------- | ------------------------------------------------------------------------ | --- | ------------------------------------------------------------------------------ | -------------------------------- |
|                             |                                                          | Crin Antonescu (1959)               | Alleanza Elettorale România Înainte (PNL, PSD, UDMR e minoranze etniche) | - Presidente ad interim (2012) - Presidente del Senato (2012-2014) - Presidente del PNL (2009-2014) - senatore (2008-2016) - Ministro della gioventù e dello sport (1997-2000) - Deputato (1992-2008)                                                                                  | România, înainte! (Romania, avanti!)                                           | 9 marzo 2025                     |
|                             |                                                          | John Banu (1960)                    | Indipendente                                                             | Nessuno |                                                                                | 14 marzo 2025                    |
|                             |                                                          | Nicușor Dan (1969)                  | Indipendente (sostenuto da DREPT, PMP, FD, REPER, PDU, PNȚMM, PV, USR)   | - Sindaco di Bucarest (2020-in carica) - Presidente dell'USR (2016-2017) - Deputato (2016-2020) | România onestă (La Romania onesta)                                             | 7 marzo 2025                     |
|                             | Daniel Funeriu at the APEX MATH, Reșița, August 2024.jpg | Daniel Funeriu (1971)               | Indipendente                                                             | - Ministro dell'istruzione, della ricerca e dell'innovazione (2009-2012) - Europarlamentare (2008-2009) | Asta-i direcția (Questa è la direzione)                                        | 15 marzo 2025                    |
|                             |                                                          | Elena Lasconi (1972)                | Unione Salvate la Romania                                                | - Presidente dell'USR (2024-in carica) - Sindaca di Câmpulung (2020-in carica) | Am curaj să fac dreptate (Ho il coraggio di rendere giustizia)                 | 13 marzo 2025                    |
|                             |                                                          | Victor Ponta (1972)                 | Indipendente (sostenuto da PRO, PER, PRM, UNPR, RoSAT, PRR)              | - Primo ministro della Romania (2012-2015) - Ministro per i rapporti con il Parlamento (2008-2009) - Ministro per i finanziamenti internazionali e l'acquis comunitario (2004) - Deputato (2004-2020, 2024-in carica) - Presidente del PSD (2010-2015) - Presidente di PRO (2017-2024) | România pe primul loc (La Romania al primo posto)                              | 12 marzo 2025                    |
|                             |                                                          | Sebastian-Constantin Popescu (1982) | Partidul Noua Românie                                                    | Nessuno |                                                                                | 15 marzo 2025                    |
|                             |                                                          | Silviu Predoiu (1958)               | Partidul Liga Acțiunii Naționale                                         | - Presidente del PLAN (2024-in carica) - Direttore ad interim del Serviciul de Informații Externe (2006, 2007) - Primo vice-direttore del Serviciul de Informații Externe (2005-2018)                                                                                                  | Competență. Caracter. Curaj (Competenza. Carattere. Coraggio)                  | 15 marzo 2025                    |
|                             |                                                          | Lavinia Șandru (1975)               | Partito Umanista Social Liberale                                         | Deputata (2004-2008) | România Reală (La vera Romania)                                                | 14 marzo 2025                    |
|                             |                                                          | George Simion (1986)                | Alleanza per l'Unione dei Romeni (sostenuto da POT)                      | - Presidente dell'AUR (2019-in carica) - Deputato (2020-in carica) | Respect (Rispetto)                                                             | 14 marzo 2025                    |
|                             |                                                          | Cristian Terheș (1978)              | Partito Nazionale Conservatore Romeno                                    | - Presidente del PNCR (2023-in carica) - Europarlamentare (2019-in carica) | O Românie puternică, sigură și prosperă (Una Romania forte, sicura e prospera) | 13 marzo 2025                    |

## Campagna elettorale
La campagna elettorale per il primo turno è iniziata alla mezzanotte del 4 aprile e si è conclusa alle ore 7:00 del 3 maggio 2025.

### Svolgimento e programmi

#### Crin Antonescu

Simbolo scelto da Crin Antonescu per la campagna elettorale.

La campagna elettorale era curata dall'ex deputato PNL Mircea Roșca. Oltre al team personale di Antonescu, di cui facevano parte anche il consulente ex UDMR Balint Porcsalmi e l'ex consigliere presidenziale di Iohannis, Nicoleta Nicolae, ogni partito ha costituito un proprio gruppo di lavoro incaricato della campagna elettorale. Quello del PNL era coordinato dal segretario generale del partito Adrian Veștea e quello del PSD dal primo vicepresidente Daniel Băluță, che è stato incaricato formalmente il 12 marzo 2025.
In apertura di campagna elettorale Antonescu ha affermato di voler essere un "presidente-cittadino", disposto al dialogo con l'intera società. Tra i punti retorici ha sottolineato quelli dell'unità, del dialogo, del consenso e della stabilità politica, che dal suo punto di vista era garantita dalla coalizione di governo PSD-PNL-UDMR. A livello programmatico il protocollo di formazione dell'Alleanza Elettorale România Înainte stabiliva esplicitamente il rifiuto dell'estremismo e sosteneva la promozione dei valori comuni promossi da Unione europea e NATO. In politica estera ha invocato la necessità di ristabilire i rapporti con gli Stati Uniti dopo l'elezione di Donald Trump alla presidenza, di avere un ruolo più attivo in seno all'Unione europea e di maggiori iniziative a livello regionale nel quadro delle relazioni tra l'UE e i paesi del Mar Nero, i Balcani, l'Ucraina e la Moldavia.
È stato protagonista di un discorso nazionalista-conservatore, che però si opponeva a quello populista di altri candidati. Nel febbraio 2025 si è espresso sulla comunità LGBT, affermando di non volerne ridurre i diritti, ma sottolineando che la famiglia tradizionale era composta da un uomo e una donna. Nel marzo 2025 ha dichiarato che la Romania non avrebbe inviato truppe in Ucraina nel contesto della crisi con la Russia. Il 7 aprile ha annunciato che la coalizione di governo avrebbe introdotto un progetto di legge per la riforma delle pensioni speciali, che avrebbe accresciuto l'età pensionabile per i magistrati a 65 anni, proposta che ha incontrato l'opposizione del Consiglio superiore della magistratura. Il 14 aprile ha affermato che da presidente avrebbe rinegoziato con la Commissione europea i termini della "terapia shock" del Green deal in favore di uno "smart deal" che avrebbe garantito energia economica alla popolazione. Si è inoltre espresso in favore del completamento delle centrali idroelettriche in quel momento in costruzione. Il 17 aprile, illustrando il piano di riorganizzazione dell'agenzia nazionale antidroga e della creazione di una task force presidenziale sull'argomento, ha dichiarato che auspicava pene massime per i trafficanti. Nello specifico ha affermato «se potessi, so che non è possibile, farei come in Cina, li fucilerei allo stadio».
Sul piano politico ha negato che avrebbe favorito l'ingresso dell'USR nella maggioranza di governo.
Nel corso della campagna elettorale ha preso parte a due grandi eventi con gli elettori e i sostenitori, a Cluj-Napoca (31 marzo) e Craiova (5 aprile). Un terzo raduno è previsto a Bucarest.
Ha reso pubblico il programma presidenziale il 9 aprile a Bucarest, nel corso di un meeting cui ha presenziato anche il presidente della Romania ad interim Ilie Bolojan. Il documento era suddiviso in sedici capitoli. Il primo era intitolato "La riconquista della fiducia nello Stato". Tra le sue proposte figuravano la creazione di una piattaforma nazionale per l'efficienza dello Stato incaricata dell'audit sulle istituzioni pubbliche; maggiore trasparenza nella pubblica amministrazione; l'introduzione di uno standard minimo di equità sociale; l'allocazione del 3,5% del PIL alla difesa; investimenti in settori economici definiti strategici: IT, energia, agricoltura, industrie creative, biotecnologia, difesa, microelettronica; il sostegno a un patto nazionale per l'imprenditoria; il mantenimento della flat tax sui redditi; il rafforzamento del ruolo della Romania quale produttore energetico; azioni per la creazione di agenzie antidroga e contro il crimine organizzato. Altri capitoli trattavano gli argomenti della giustizia, dell'istruzione (con l'allineamento della formazione alle tendenze economiche globali), della sanità (con un maggiore utilizzo di fondi europei), della cultura, il patrimonio e l'immagine nazionali, e dei rumeni all'estero. L'ultimo capitolo illustrava un "centro per il pensiero strategico", organo consultivo che sarebbe stato finanziato dall'amministrazione presidenziale.
Nel quadro dei controlli formali per la verifica della collaborazione con la Securitate, il 15 aprile 2025 il Consiglio nazionale per lo studio degli archivi della Securitate (CNSAS) ha annunciato che nel 1988 Antonescu aveva rilasciato una nota alla polizia politica del regime. Il documento riguardava un suo ex collega che voleva fuggire dal paese. Lo stesso ente tuttavia ha riferito che Antonescu non poteva essere considerato un "informatore della Securitate" nel senso previsto dalla legge. Il candidato ha confermato di essere stato interrogato dalla Securitate in qualità di imputato e di non aver dato alcuna informazione di cui gli organi di polizia non fossero già a conoscenza. A sua difesa il 17 aprile Antonescu ha inoltre reso pubblica la nota in questione.

#### Nicușor Dan

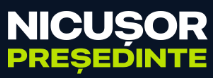
Simbolo scelto da Nicușor Dan per la campagna elettorale.

Annunciando la propria candidatura, nel dicembre 2024 ha affermato che la Romania aveva bisogno di un presidente riformista ed europeista. Sosteneva di candidarsi per fronteggiare tre gravi problemi che affliggevano la Romania: la corruzione delle istituzioni, la mancanza di una direzione e le divisioni tra categorie socio-culturali. Ha inoltre invitato i partiti europeisti a sostenerlo. Il suo messaggio elettorale si basava sul concetto di onestà.
Nel periodo precedente la campagna ha dichiarato di aver ricevuto circa 800.000 euro da diversi donatori per sostenere le spese elettorali. È stato il primo candidato ad avviare la promozione pubblicitaria e a presentare il materiale elettorale, l'8 febbraio 2025. Ha scelto come sede dell'ufficio per la campagna elettorale l'edificio storico dell'Hotel Cișmigiu a Bucarest. Ha realizzato la propaganda elettorale anche all'estero, con dei cartelloni pubblicitari bilingui riportanti il messaggio «Perché hanno paura della Diaspora?» («De ce le e frică de Diaspora?») esposti in diverse capitali mondiali (Madrid, Londra, Roma, Parigi, Berlino, Bruxelles e New York).
Il 24 marzo ha suggerito che tra i suoi possibili consiglieri presidenziali avrebbe potuto nominare Klaus Iohannis, ma il giorno successivo è tornato sui suoi passi, affermando che l'ex capo di Stato era «responsabile per la situazione in cui ci troviamo oggi», poiché «ha coltivato la stagnazione, il populismo e l'isolazionismo».  In un'intervista dell'11 aprile ha dichiarato che era deluso dalla lotta alla corruzione nel paese e che per tale motivo avrebbe rimosso dall'incarico i capi della procura generale e della Direzione nazionale anticorruzione. Al pari di altri candidati, sull'argomento della lotta alla droga ha chiesto pene più severe per i trafficanti, ma non per i consumatori. Ha inoltre invocato la collaborazione tra DIICOT e servizi segreti, un maggior numero di centri per la cura della tossicodipendenza e, nel caso di minori, di reti per l'educazione dei genitori.
Sull'eventuale scelta di un primo ministro ha fatto il nome di Ilie Bolojan. Ha poi precisato di voler intavolare trattative con tutti i partiti pro-occidentali per formare un "governo legittimo" ed evitare l'ascesa dei partiti definiti "isolazionisti".
A inizio aprile 2025 ha dichiarato che nel caso in cui i sondaggi avessero indicato una possibile finale tra George Simion e Victor Ponta, si sarebbe fatto da parte in favore di uno degli altri candidati europeisti. È inoltre entrato in polemica con il candidato dell'USR Elena Lasconi, secondo cui nel 2024 Dan le avrebbe chiesto di ritirarsi dalle elezioni presidenziali. Il 9 aprile però l'ufficio politico dell'USR ha scelto di rinunciare a Lasconi e sostenere Dan, mentre una decisione dell'Ufficio elettorale centrale del 12 aprile ha stabilito che il partito non poteva legalmente fare campagna elettorale per Dan, poiché l'USR aveva già indicato un proprio candidato e la data limite per il ritiro era il 19 marzo. Il ricorso dell'USR alla corte d'appello di Bucarest è stato respinto il 17 aprile. I giudici hanno riconosciuto che in base alla legge l'unico candidato legittimo del partito era Elena Lasconi, per cui né l'USR né i suoi membri avrebbero potuto impegnarsi nella campagna elettorale di Nicușor Dan.
Il 16 aprile in conferenza stampa ha reso noto di essersi rivolto a diverse istituzioni romene ed europee denunciando vari attacchi hacker finalizzati alla chiusura dei suoi conti sui social network. Il 24 aprile l'Autorità elettorale si è rivolta alla procura generale in riferimento a presunte irregolarità commesse da Dan nel corso della campagna elettorale. Tra queste delle donazioni non dichiarate per il valore di totale di 650.000 euro, l'utilizzo di una vettura del comune di Bucarest per recarsi ad un convegno elettorale e l'affissione non autorizzata di cartelloni pubblicitari. Inoltre Commissione europea e Autorità nazionale per le comunicazioni (ANCOM) hanno avviato un'indagine su circa 5.000 conti che promuovevano Nicușor Dan su TikTok.
Ha presentato il programma presidenziale il 22 aprile. Composto da 60 punti, esponeva varie iniziative: i giudici della Corte costituzionale dovevano essere magistrati; l'introduzione di un codice elettorale riguardante tutte le tipologie di elezione; la reintroduzione dell'elezione dei sindaci su due turni; la riduzione del numero di firme necessario per potersi candidare; la maggiorazione del numero dei parlamentari della sezione estero; una riforma amministrativa della Romania incentrata sui poli di sviluppo; l'accorpamento dei piccoli comuni; l'assegnazione del 3,5% del PIL alla difesa e la partecipazione al piano ReArm Europe; la digitalizzazione dell'Agenția Națională de Administrare Fiscală; un sistema di tassazione più equo; l'informatizzazione e la riduzione della burocrazia nel campo della sanità; la professionalizzazione dei quadri didattici e una strategia per correlare la formazione scolastica e universitaria al mercato del lavoro; la riduzione della spesa pubblica tramite il ricorso alla consulenza da parte delle aziende private; la semplificazione delle procedure per l'accesso ai fondi europei da parte delle piccole imprese. Sulla giustizia ha auspicato una maggiore lotta contro la "grande corruzione", favorendo un cambio di prospettiva in seno alle procure. Sul piano estero il programma sosteneva il consolidamento delle relazioni con la NATO, l'Unione europea e gli Stati Uniti e l'appoggio al percorso di integrazione europea della Moldavia.

#### Elena Lasconi

Simbolo scelto da Elena Lasconi per la campagna elettorale.

Per la campagna elettorale si è affidata alla consulenza di Martin Burgr, consigliere che aveva già lavorato nelle campagne presidenziali in Slovacchia e Cechia. Nel mese di marzo tuttavia si è ritirato dal suo comitato elettorale il presidente della sezione USR di Brașov, Irineu Darău, mentre vari membri della dirigenza del partito hanno valutato la possibilità di sostenere un altro candidato. La Lasconi ha riaffermato di non volersi ritirare in favore di Nicușor Dan, come richiesto il 13 marzo dal vicepresidente dell'USR Allen Coliban. È al contrario entrata in contrasto con Dan, accusandolo di fare accordi con altri partiti. Durante tutta la campagna, la Lasconi si è concentrata sulle critiche a Dan e si è rivolta in particolare all'elettorato femminile.
Nel periodo precedente la campagna elettorale ha ribadito la sua intenzione di rafforzare i rapporti con l'Unione europea e gli Stati Uniti e ha accusato la Russia di condurre una violenta campagna di disinformazione su TikTok. Il 23 marzo, al fine di evitare potenziali influenze, ha invocato il blocco di TikTok nelle ultime settimane di campagna. Si è inoltre distinta per proclami contro la corruzione politica, il nepotismo e la mancanza di trasparenza nella pubblica amministrazione. Il discorso elettorale della Lasconi si rifaceva ad elementi conservatori, con un accento sulla lotta alla corruzione e l'adesione allo spazio euro-atlantico.
Ha ripreso con minime variazioni il programma presentato per le elezioni del 2024. Il suo piano era composto da dieci punti più una nota di chiusura sulla lotta al traffico di droga e alla dipendenza dal gioco d'azzardo. Il primo punto riguardava la riforma della giustizia. Il programma prevedeva inoltre la depoliticizzazione di istruzione e sanità; il taglio delle spese statali con l'abolizione di centinaia di agenzie governative, delle pensioni speciali e dei consigli distrettuali; l'abbassamento delle tasse sul lavoro per garantire maggiori redditi netti. Sul piano estero auspicava aiuti per la Moldavia e la continuazione del sostegno all'Ucraina.
Il 1º aprile ha attaccato il governo Ciolacu e ha dichiarato che da presidente avrebbe designato Ilie Bolojan quale primo ministro della Romania.
Poiché in svantaggio nei sondaggi, il 9 aprile 2025 con ventidue voti a due il consiglio politico nazionale dell'USR ha deliberato il ritiro della sua candidatura e il sostegno a Nicușor Dan. Il vicepresidente del partito Dominic Fritz ha chiarito che in base ad uno studio interno si profilava una possibile finale tra George Simion e Victor Ponta e che, quindi, era necessario sostenere un solo candidato riformista. Secondo i sondaggi citati da Fritz la Lasconi era quotata al 4%. Elena Lasconi ha però confutato la legittimità della decisione, che secondo lei poteva essere presa solamente dal congresso e perciò ha confermato che non si sarebbe ritirata. Si è perciò scagliata contro i colleghi chiedendo un rivoluzionamento della dirigenza del partito, che ha anche decretato il blocco del finanziamento alla campagna della Lasconi. Ha quindi concluso la campagna elettorale basandosi sul sostegno economico dei donatori.
Il 1º maggio ha reso pubbliche delle foto che ritraevano Nicușor Dan e Victor Ponta a un presunto incontro con l'ex vicedirettore del SRI Florian Coldea. Entrambi i candidati hanno contestato l'autenticità delle immagini e hanno smentito di aver mai incontrato Coldea, come invece suggerito dalla Lasconi. Il giorno successivo Dan ha presentato una denuncia contro la Lasconi alla DIICOT.

#### Victor Ponta
Nel marzo 2025 ha esposto i nove punti della propria agenda politica presidenziale fino al 2030, fra questi l'obbligatorietà dell'applicazione dei referendum, l'ergastolo per i trafficanti di droga e i casi di grande corruzione, l'indipendenza alimentare del paese e il rispetto per le forze dell'ordine. Ha inoltre messo in risalto l'importanza di un partenariato strategico con gli Stati Uniti d'America in funzione anti-russa, paese che definiva come il "principale nemico" della Romania e dell'Europa. Considerava infatti l'esercito statunitense come la principale garanzia di sicurezza per la nazione da quello che riteneva l'aggressivismo russo. Tra gli altri propositi sosteneva eventuali misure con lo scopo di far rientrare in Romania un milione di persone che erano emigrate all'estero e azioni per i giovani. Nel corso di un'intervista del mese di marzo ha asserito che da presidente avrebbe bloccato tutte le inchieste giudiziarie riguardanti le candidature elettorali, che riteneva mosse da motivazioni politiche, inclusa quella avviata contro Călin Georgescu. Si è poi dichiarato favorevole al progetto di unione tra Romania e Moldavia, affermando che erano necessari maggiori finanziamenti rumeni a vantaggio di Chisinău. Il 27 aprile ha presentato un programma chiamato "România pe primul loc" in cui ha esposto varie misure sul piano economico. Lamentando l'alto deficit pubblico e le potenzialità di una crisi economica, ha proposto un accordo politico per il congelamento dell'IVA e delle altre tasse fino al 31 dicembre 2026, il blocco delle importazioni agroalimentari dall'Ucraina, l'introduzione di sgravi fiscali nell'IT, l'agricoltura e l'edilizia.
Il discorso elettorale di Ponta era vicino a quello della corrente sovranista, tipologia di elettorato per la quale si batteva con George Simion, con cui è anche entrato in polemica nel corso della campagna. Ha ripreso alcune caratteristiche della propaganda elettorale di Donald Trump, a partire dallo slogan "România pe primul loc", che richiamava quello di "America First", e dai colori dei materiali pubblicitari. Alcuni elementi grafici si rifacevano al simbolo di PRO Romania, ex partito presieduto da Ponta.
Sul piano politico avrebbe sostenuto un governo composto dai partiti che erano interessati a promuovere il patriottismo economico, senza escludere un'alleanza tra PSD e AUR.
Tra i mass media è stato sostenuto da România TV, emittente di proprietà dell'ex deputato Sebastian Ghița, con cui Ponta intratteneva un rapporto di amicizia.
Il 9 aprile, in un'intervista concessa a Robert Turcescu, ha destato scalpore dopo aver affermato di aver ricevuto la cittadinanza onoraria serba perché nel 2014, in qualità di primo ministro, avrebbe ordinato di aprire le dighe delle Porte di ferro sul Danubio al fine di evitare l'inondazione di Belgrado, ma causando l'allagamento di alcuni villaggi sul territorio rumeno. Per tali dichiarazioni è stato criticato dagli altri candidati, mentre Ponta ha ribadito di aver agito per salvare vite umane arrecando danni minimi alle aree colpite.

#### George Simion

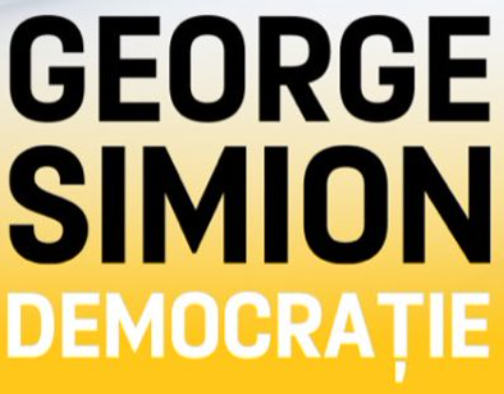
Simbolo scelto da George Simion per la campagna elettorale.

Dopo una campagna presidenziale del 2024 basata su messaggi moderati, il discorso politico di Simion è divenuto più radicale in seguito all'annullamento del primo turno. Si è quindi rifatto alle espressioni e al linguaggio nazionalista di Călin Georgescu, di cui si considerava il successore, malgrado questi non avesse fatto alcuna menzione esplicita su un suo possibile erede politico. Tra le stesse motivazioni per la sua candidatura del 2025 Simion riportava la necessità di ripristinare la democrazia e riprendere il ballottaggio della precedente tornata elettorale, che a suo avviso era stata annullata ingiustamente.
Ha canalizzato la maggioranza del voto sovranista e ha iniziato la campagna elettorale in vantaggio nei sondaggi. Ha scelto come slogan la parola "Rispetto", riferendosi all'atteggiamento dovuto ai rumeni. Secondo un'analisi della testata G4 Media la campagna di Simion si concentrava sulle categorie sociali che non lo avevano sostenuto nel 2024: le donne, gli studenti, i pensionati e gli abitanti delle grandi città, con una minor attenzione alla pubblicità online, elemento che aveva caratterizzato le precedenti campagne elettorali di AUR. Il partito ha inviato più di un milione di lettere con messaggi personalizzati agli indirizzi di pensionati, atto che il 25 aprile ha spinto l'Autorità elettorale a deferire Simion all'Autorità nazionale di controllo per il trattamento dei dati personali. Nella stessa giornata l'Autorità elettorale ha anche avviato un'indagine su un possibile utilizzo illegale da parte dell'AUR dei fondi provenienti dal finanziamento pubblico ai partiti. Il 18 aprile infatti il partito avrebbe firmato un contratto da 1,5 milioni di dollari per dei servizi di lobby con una società statunitense al fine di ottenere supporto da parte di influencer e funzionari americani per la promozione di Simion a livello internazionale.
Nell'aprile 2025, esprimendosi sui dazi imposti dagli Stati Uniti, ha dichiarato che si trattava di un atto che non andava preso con ostilità, mentre l'Europa avrebbe dovuto rivedere la propria posizione, riducendo la burocrazia e la tassazione. L'11 aprile ha organizzato la prima conferenza dopo l'inizio della campagna elettorale, cui ha invitato dei rappresentanti della stampa locale e degli influencer, escludendo però i reporter della stampa definita mainstream e accusando di faziosità alcune testate nazionali. Il 14 aprile ha ribadito che in seguito all'annullamento delle elezioni del 2024 la Romania non era più un paese democratico. Durante un'intervista ha quindi dichiarato che se fosse stato eletto avrebbe avviato le procedure per la ripresa del precedente ballottaggio.
Si è inoltre espresso sugli aiuti alla Moldavia, specificando che in passato erano serviti a finanziare governi "separatisti" che non credevano nel progetto di unione tra Moldavia e Romania. Ha perciò sottolineato la necessità di non fornire ulteriore assistenza economica, bensì di collaborare direttamente con le scuole, i cittadini e le autorità locali del paese vicino. Sugli aiuti ai rifugiati ucraini ha affermato che non era il caso di sostenere altre nazioni fino a quando i romeni non fossero usciti dalla povertà e avessero avuto un livello di vita dignitoso. Simion respingeva l'idea di continuare ad accogliere migranti provenienti da paesi stranieri per occupare posti di lavoro in Romania, bensì auspicava il ritorno dei cittadini rumeni che vivevano all'estero. Ha quindi affermato di voler attuare politiche sociali ed economiche che avrebbero favorito il ritorno nel paese degli emigranti rumeni, ispirandosi al modello polacco del primo ministro Mateusz Morawiecki, che secondo le cifre fornite da Simion era riuscito a riportare in patria 500.000 persone. Tra queste l'introduzione di uno scudo fiscale per la diaspora, la riduzione della tassazione sul lavoro, investimenti in industria e istruzione e un patto nazionale per i giovani. Ha quindi invocato misure per rendere economicamente accessibili le abitazioni nelle grandi città per i giovani. Ha poi promesso una riforma amministrativa per la riduzione del numero delle istituzioni pubbliche, oltre che per il taglio di 500.000 dipendenti nella pubblica amministrazione.
Sul piano estero l'elemento più importante era rappresentato dall'alleanza difensiva della NATO, mentre nel quadro di una politica equilibrata era necessario rafforzare il partenariato strategico con gli Stati Uniti, instaurare relazioni privilegiate con i paesi vicini e gettare la basi per un ruolo maggiore in seno all'Unione europea. Ha quindi affermato di considerare l'Unione europea come uno spazio economico comune, ma di opporsi alla sua trasformazione in uno stato federale. Ha dichiarato di essere l'unico candidato ad avere amici nell'amministrazione Trump.
Nel corso di un'intervista concessa a Steve Bannon ha criticato i seguaci del globalismo e ha esaltato il movimento Make Europe Great Again, di cui si reputava uno dei fondatori. Ha poi ribadito che avrebbe assegnato a Călin Georgescu un ruolo nel quadro dell'amministrazione della Romania.

#### Altri candidati
- John Banu ha presentato un programma basato su otto punti. Tra le sue proposte figuravano la revisione della costituzione, l'applicazione obbligatoria dei referendum (che non sarebbero più stati consultivi, ma avrebbero avuto carattere obbligatorio), la partecipazione diretta dei cittadini al processo legislativo, la riduzione del numero dei parlamentari, la creazione di un organismo consultivo del capo di Stato definito "Circolo presidenziale".[205] Si è inoltre espresso a favore del porto d'armi per tutta la popolazione e dell'introduzione della pena di morte per gravi reati.[206]
- Daniel Funeriu ha confermato di volersi candidare nel mese di gennaio 2025.[207] In fase di registrazione della candidatura ha detto di voler innalzare il livello e gli standard di comportamento della politica, al fine di recuperare la fiducia dei cittadini.[207][208][209] Nei suoi messaggi si è concentrato sulle riforme economiche, sociali e politiche.[210] Tra le sue proposte figuravano la reintroduzione del servizio militare obbligatorio e la crescita vertiginosa del bilancio assegnato alla difesa.[210][211] Ha scelto come simbolo elettorale il motto «Questa è la direzione», affiancato da una bussola.[212] La metafora della "direzione" è stata ripresa anche in altri messaggi utilizzati in campagna elettorale.[208]
- Sebastian Popescu ha ampliato il programma pubblicato per le elezioni del 2024. Ha sottolineato il ruolo presidenziale di garante della giustizia e ha scritto di voler graziare i rumeni condannati ingiustamente. Ha poi proposto la creazione di un organo consultivo composto dagli ex presidenti della Romania. Tra le altre iniziative ha elencato maggiori contributi per l'istruzione (con l'assegnazione del 6% annuo del PIL); la riduzione del numero dei parlamentari; azioni per la lotta alla droga; progetti nel campo della sanità; la creazione di nuove competizioni sportive ed eventi culturali patrocinati dalla presidenza; la riunificazione di Romania e Moldavia; un ruolo maggiore nel quadro di Unione europea e NATO; una riforma del sistema fiscale; l'organizzazione di sedute pubbliche settimanali tra il presidente e cittadini; la restituzione del tesoro inviato in Russia durante la prima guerra mondiale e mai restituito; azioni per la protezione degli animali.[213]
- Silviu Predoiu ha presentato nuovamente il programma predisposto per le elezioni del 2024: «La Romania in primo piano» («România in prim-plan») in cui auspicava una riforma dell'istruzione e della sanità (con l'introduzione di diversi pacchetti assicurativi, di cui alcuni facoltativi); la facilitazione del ricorso allo strumento del referendum; l'abbassamento dell'età di voto a 16 anni; una revisione costituzionale (con la riduzione del numero dei parlamentari e la definizione delle competenze di ogni istituzione); una politica estera nel quadro della NATO e dell'UE, in sostegno all'integrazione europea della Moldavia, ma aperta alle relazioni con gli stati BRICS e i poteri dell'Africa e dell'Asia.[214]
- Lavinia Șandru ha affermato di candidarsi per lottare contro la corruzione e gli abusi ai danni dei cittadini.[215] Ha presentato il piano «Romania reale», in riferimento ai problemi quotidiani cui si confrontavano i rumeni. L'argomento principale della campagna elettorale era la lotta agli abusi.[216] Tra le misure annunciate ha esposto una strategia nazionale per il sostegno alle famiglie, alla natalità e alla protezione dei minori, oltre a una riforma costituzionale per il chiarimento dei ruoli del presidente, del parlamento e della corte costituzionale.[216] Sul piano sociale ha dichiarato che il telefono azzurro sarebbe diventato una responsabilità diretta dell'amministrazione presidenziale, per venire incontro alle fasce deboli. Ha inoltre affermato che da presidente avrebbe svelato la verità su quanto accaduto in occasione dell'annullamento delle elezioni del 2024, che ha definito un "attentato alla fiducia nella democrazia".[216]
- Cristian Terheș al momento della registrazione della candidatura all'ufficio elettorale ha affermato che nel nuovo contesto geopolitico mondiale era necessario un presidente capace di negoziare negli interessi della Romania.[217] Ha presentato un piano basato sullo slogan «una Romania forte, sicura e prospera».[218] Sul piano estero dichiarava la necessità di rafforzare la sovranità del paese nel quadro dell'Unione europea.[219] Tra le priorità di un suo eventuale mandato ha enumerato la rivalutazione del corpo diplomatico rumeno e l'istituzione di un dipartimento per il commercio estero. Ha inoltre invocato moderate riforme della costituzione, in cui dovevano essere inserite delle previsioni riguardanti la definizione di matrimonio come unione tra un uomo e una donna, e la superiorità delle decisioni della Corte costituzionale rispetto alle corti internazionali. Ha anche sostenuto l'introduzione di un periodo di formazione militare per la popolazione.[220] Si è inoltre dichiarato scettico nei confronti del federalismo europeo poiché limitava la sovranità degli stati e ha asserito di non voler contribuire a un nuovo ordine mondiale, bensì che era necessario proteggere quello esistente.[220]

### Dibattiti
Il primo dibattito tra i principali candidati, organizzato dall'emittente Digi 24, si è svolto il 28 aprile presso il Palazzo Cotroceni. Vi hanno preso parte Crin Antonescu, Nicușor Dan e Elena Lasconi. Il giorno successivo nella stessa sede si sono confrontati tutti gli undici candidati tranne George Simion, in un dibattito trasmesso dalla TVR. Il 30 aprile sette candidati (gli assenti erano Victor Ponta, Sebastian Popescu, Silviu Predoiu e George Simion) hanno partecipato al dibattito che ha avuto luogo al Palazzo del Parlamento con la moderazione dei giornalisti di Antena 3.

## Sondaggi politici

### Sondaggi sul primo turno
Di seguito i sondaggi sull'esito del primo turno di elezione con candidati annunciati ufficialmente.
| Realizzatore di sondaggi | Sondaggio sui finanziatori                                             | Data                                                                   | Campione                                                               | Margine di errore                                                      | George Simion AUR                                                      | Crin Antonescu A.RO                                                    | Nicușor Dan Ind.                                                       | Victor Ponta Ind.                                                      | Elena Lasconi USR                                                      | Lavinia Șandru PUSL                                                    | Daniel Funeriu Ind.                                                    | Altri                                                                  | Indecisi                                                               |       |     |      |      |      |      |      |
| ------------------------ | ---------------------------------------------------------------------- | ---------------------------------------------------------------------- | ---------------------------------------------------------------------- | ---------------------------------------------------------------------- | ---------------------------------------------------------------------- | ---------------------------------------------------------------------- | ---------------------------------------------------------------------- | ---------------------------------------------------------------------- | ---------------------------------------------------------------------- | ---------------------------------------------------------------------- | ---------------------------------------------------------------------- | ---------------------------------------------------------------------- | ---------------------------------------------------------------------- | ----- | --- | ---- | ---- | ---- | ---- | ---- |
| Realizzatore di sondaggi | Sondaggio sui finanziatori                                             | Data                                                                   | Campione                                                               | Margine di errore                                                      | CURS                                                                   | N.D.                                                                   | Exit Poll                                                              | N.D.                                                                   | N.D.                                                                   | 33,1%                                                                  | 22,9%                                                                  | Altri                                                                  | Indecisi                                                               | 20,9% | 15% | 4,5% | N.D. | N.D. | N.D. | N.D. |
| Avangarde                | N.D.                                                                   | Exit Poll                                                              | N.D.                                                                   | N.D.                                                                   | 30%                                                                    | 23%                                                                    | 23%                                                                    | 15%                                                                    | 4%                                                                     | N.D.                                                                   | N.D.                                                                   | N.D.                                                                   | N.D.                                                                   |       |     |      |      |      |      |      |
| INSCOP                   | N.D.                                                                   | 4 mag 2025                                                             | 4.490                                                                  | ± 2%                                                                   | 36,2%                                                                  | 21,5%                                                                  | 20,6%                                                                  | 17,1%                                                                  | 2,5%                                                                   | 1%                                                                     | 0,4%                                                                   | 0,7%                                                                   | N.D.                                                                   |       |     |      |      |      |      |      |
| AtlasIntel               | HotNews                                                                | 28 apr–1 mag 2025                                                      | 3.247                                                                  | ± 2%                                                                   | 31%                                                                    | 25%                                                                    | 23%                                                                    | 11,6%                                                                  | 6,5%                                                                   | 1,1%                                                                   | 0,4%                                                                   | 1,4%                                                                   | N.D.                                                                   |       |     |      |      |      |      |      |
| Sociopol                 | România TV                                                             | 28–30 aprile 2025                                                      | 1.003                                                                  | ± 3,2%                                                                 | 34%                                                                    | 19%                                                                    | 19%                                                                    | 22%                                                                    | 5%                                                                     | N.D.                                                                   | N.D.                                                                   | 1%                                                                     | N.D.                                                                   |       |     |      |      |      |      |      |
| Noi, Cetățenii           | autofinanziato                                                         | 24–30 aprile 2025                                                      | 1.378                                                                  | ± 2,6%                                                                 | 30,5%                                                                  | 20,5%                                                                  | 26,5%                                                                  | 10,4%                                                                  | 8,6%                                                                   | N.D.                                                                   | 2,6%                                                                   | 0,9%                                                                   | N.D.                                                                   |       |     |      |      |      |      |      |
| ARA                      | Antena 3                                                               | 23–28 aprile 2025                                                      | 1.142                                                                  | ± 3%                                                                   | 26,5%                                                                  | 24%                                                                    | 19,5%                                                                  | 11%                                                                    | 12,2%                                                                  | 3,5%                                                                   | N.D.                                                                   | N.D.                                                                   | N.D.                                                                   |       |     |      |      |      |      |      |
| MKOR                     | autofinanziato                                                         | 24–27 aprile 2025                                                      | 1.750                                                                  | ± 2,5%                                                                 | 33,1%                                                                  | 21%                                                                    | 19,4%                                                                  | 14,8%                                                                  | 7,3%                                                                   | 2,2%                                                                   | 0,6%                                                                   | 1,7%                                                                   | N.D.                                                                   |       |     |      |      |      |      |      |
| FlashData                | N.D.                                                                   | 24–26 aprile 2025                                                      | 7.500                                                                  | ± 3,5%                                                                 | 29%                                                                    | 26%                                                                    | 23%                                                                    | 8%                                                                     | 7,5%                                                                   | 2,1%                                                                   | 1,2%                                                                   | 0,2%                                                                   | 3%                                                                     |       |     |      |      |      |      |      |
| Sociopol                 | România TV                                                             | 24–26 aprile 2025                                                      | 1.001                                                                  | ± 3,2%                                                                 | 35%                                                                    | 17%                                                                    | 16%                                                                    | 23%                                                                    | 8%                                                                     | N.D.                                                                   | N.D.                                                                   | 1%                                                                     | N.D.                                                                   |       |     |      |      |      |      |      |
| ARA                      | Antena 3                                                               | 21–25 aprile 2025                                                      | 1.115                                                                  | ± 3%                                                                   | 26,8%                                                                  | 26,2%                                                                  | 20%                                                                    | 10,5%                                                                  | 10%                                                                    | 3,5%                                                                   | N.D.                                                                   | 3%                                                                     | 19%                                                                    |       |     |      |      |      |      |      |
| DataEcho                 | autofinanziato                                                         | 22–24 aprile 2025                                                      | 1.200                                                                  | ± 2,5%                                                                 | 26,7%                                                                  | 20,3%                                                                  | 26,5%                                                                  | 14,4%                                                                  | 6,6%                                                                   | 1,1%                                                                   | 0,4%                                                                   | 1,4%                                                                   | 2,7%                                                                   |       |     |      |      |      |      |      |
| Sociopol                 | România TV                                                             | 21–23 aprile 2025                                                      | 1.002                                                                  | ± 3,2%                                                                 | 34%                                                                    | 16%                                                                    | 16%                                                                    | 23%                                                                    | 10%                                                                    | N.D.                                                                   | N.D.                                                                   | N.D.                                                                   | N.D.                                                                   |       |     |      |      |      |      |      |
| AtlasIntel               | HotNews                                                                | 17–22 aprile 2025                                                      | 3.701                                                                  | ± 2%                                                                   | 33,3%                                                                  | 23,6%                                                                  | 23%                                                                    | 10,7%                                                                  | 5,7%                                                                   | 1,1%                                                                   | 0,9%                                                                   | 1,6%                                                                   | N.D.                                                                   |       |     |      |      |      |      |      |
| ARA                      | Antena 3                                                               | 15–19 aprile 2025                                                      | 1.107                                                                  | ± 3%                                                                   | 26,5%                                                                  | 26%                                                                    | 19,5%                                                                  | 11%                                                                    | 10%                                                                    | 3,5%                                                                   | N.D.                                                                   | 3,5%                                                                   | N.D.                                                                   |       |     |      |      |      |      |      |
| Sociopol                 | România TV                                                             | 14–17 aprile 2025                                                      | 1.005                                                                  | ± 3,2%                                                                 | 35%                                                                    | 17%                                                                    | 14%                                                                    | 22%                                                                    | 11%                                                                    | N.D.                                                                   | N.D.                                                                   | 1%                                                                     | N.D.                                                                   |       |     |      |      |      |      |      |
| IRSOP                    | autofinanziato                                                         | 4–14 aprile 2025                                                       | 1.030                                                                  | ± 3%                                                                   | 31%                                                                    | 17%                                                                    | 28%                                                                    | 18%                                                                    | 4%                                                                     | N.D.                                                                   | N.D.                                                                   | 2%                                                                     | N.D.                                                                   |       |     |      |      |      |      |      |
| AtlasIntel               | HotNews                                                                | 10–13 aprile 2025                                                      | 2.994                                                                  | ± 2%                                                                   | 34,4%                                                                  | 25,5%                                                                  | 21,8%                                                                  | 10%                                                                    | 5,2%                                                                   | N.D.                                                                   | N.D.                                                                   | 3,1%                                                                   | N.D.                                                                   |       |     |      |      |      |      |      |
| ARA                      | Antena 3                                                               | 9–13 aprile 2025                                                       | 1.115                                                                  | ± 3%                                                                   | 25,8%                                                                  | 25,3%                                                                  | 20,3%                                                                  | 10,6%                                                                  | 9%                                                                     | 3,5%                                                                   | N.D.                                                                   | 5,5%                                                                   | N.D.                                                                   |       |     |      |      |      |      |      |
| FlashData                | N.D.                                                                   | 10–12 aprile 2025                                                      | 7.500                                                                  | ± 3,5%                                                                 | 27%                                                                    | 26%                                                                    | 20%                                                                    | 8%                                                                     | 9%                                                                     | 4,8%                                                                   | 1,3%                                                                   | 0,8%                                                                   | 3,1%                                                                   |       |     |      |      |      |      |      |
| DataEcho                 | autofinanziato                                                         | 10–11 aprile 2025                                                      | 1.200                                                                  | ± 2,6%                                                                 | 24,9%                                                                  | 22,8%                                                                  | 29,5%                                                                  | 10,9%                                                                  | 9,1%                                                                   | 0,3%                                                                   | 0,8%                                                                   | 1,5%                                                                   | 0,6%                                                                   |       |     |      |      |      |      |      |
| Sociopol                 | România TV                                                             | 7–11 aprile 2025                                                       | 1.002                                                                  | ± 3,2%                                                                 | 34%                                                                    | 15%                                                                    | 16%                                                                    | 23%                                                                    | 10%                                                                    | N.D.                                                                   | N.D.                                                                   | 2%                                                                     | N.D.                                                                   |       |     |      |      |      |      |      |
| CURS                     | autofinanziato                                                         | 3–10 aprile 2025                                                       | 1.214                                                                  | ± 2,8%                                                                 | 26%                                                                    | 23%                                                                    | 19%                                                                    | 16%                                                                    | 8%                                                                     | N.D.                                                                   | N.D.                                                                   | 8%                                                                     | N.D.                                                                   |       |     |      |      |      |      |      |
| 10 aprile 2025           | USR ritira il proprio sostegno a Elena Lasconi e appoggia Nicușor Dan. | USR ritira il proprio sostegno a Elena Lasconi e appoggia Nicușor Dan. | USR ritira il proprio sostegno a Elena Lasconi e appoggia Nicușor Dan. | USR ritira il proprio sostegno a Elena Lasconi e appoggia Nicușor Dan. | USR ritira il proprio sostegno a Elena Lasconi e appoggia Nicușor Dan. | USR ritira il proprio sostegno a Elena Lasconi e appoggia Nicușor Dan. | USR ritira il proprio sostegno a Elena Lasconi e appoggia Nicușor Dan. | USR ritira il proprio sostegno a Elena Lasconi e appoggia Nicușor Dan. | USR ritira il proprio sostegno a Elena Lasconi e appoggia Nicușor Dan. | USR ritira il proprio sostegno a Elena Lasconi e appoggia Nicușor Dan. | USR ritira il proprio sostegno a Elena Lasconi e appoggia Nicușor Dan. | USR ritira il proprio sostegno a Elena Lasconi e appoggia Nicușor Dan. | USR ritira il proprio sostegno a Elena Lasconi e appoggia Nicușor Dan. |       |     |      |      |      |      |      |
| Noi, Cetățenii           | autofinanziato                                                         | 28 mar-8 apr 2025                                                      | 1.488                                                                  | ± 2,5%                                                                 | 30%                                                                    | 19,6%                                                                  | 29,6%                                                                  | 8,3%                                                                   | 7,8%                                                                   | N.D.                                                                   | 2,1%                                                                   | 2,7%                                                                   | N.D.                                                                   |       |     |      |      |      |      |      |
| (sconosciuto)            | USR                                                                    | 2–7 aprilie 2025                                                       | 1.149                                                                  | ± 2,9%                                                                 | 40,8%                                                                  | 14,5%                                                                  | 16,9%                                                                  | 20,4%                                                                  | 4,1%                                                                   | N.D.                                                                   | N.D.                                                                   | 3,3%                                                                   | N.D.                                                                   |       |     |      |      |      |      |      |
| FlashData                | N.D.                                                                   | 3–5 aprile 2025                                                        | 7.500                                                                  | ± 3,5%                                                                 | 28%                                                                    | 26%                                                                    | 23%                                                                    | 9%                                                                     | 6%                                                                     | 4,6%                                                                   | 1,5%                                                                   | 0,8%                                                                   | N.D.                                                                   |       |     |      |      |      |      |      |
| Sociopol                 | România TV                                                             | 31 mar–4 apr 2025                                                      | 1.007                                                                  | ± 3,2%                                                                 | 35%                                                                    | 15%                                                                    | 16%                                                                    | 23%                                                                    | 10%                                                                    | N.D.                                                                   | N.D.                                                                   | 1%                                                                     | N.D.                                                                   |       |     |      |      |      |      |      |
| (sconosciuto)            | USR                                                                    | 24–29 marzo 2025                                                       | 1.112                                                                  | ± 2,94%                                                                | 37,2%                                                                  | 13,8%                                                                  | 19,2%                                                                  | 21,6%                                                                  | 6,5%                                                                   | N.D.                                                                   | N.D.                                                                   | 1,7%                                                                   | N.D.                                                                   |       |     |      |      |      |      |      |
| MKOR                     | autofinanziato                                                         | 26–28 marzo 2025                                                       | 1.500                                                                  | ± 2,5%                                                                 | 31,2%                                                                  | 18,8%                                                                  | 22,7%                                                                  | 17,1%                                                                  | 5,3%                                                                   | 1,1%                                                                   | 0,6%                                                                   | 3,2%                                                                   | N.D.                                                                   |       |     |      |      |      |      |      |
| Verifield                | Nicușor Dan                                                            | 24–28 marzo 2025                                                       | 1.100                                                                  | ± 2,95%                                                                | 35%                                                                    | 16,4%                                                                  | 20,8%                                                                  | 21,1%                                                                  | 4,3%                                                                   | 0,7%                                                                   | 1,1%                                                                   | 0,6%                                                                   | N.D.                                                                   |       |     |      |      |      |      |      |
| ARA                      | Antena 3                                                               | 18–25 marzo 2025                                                       | 1.015                                                                  | ± 3%                                                                   | 27%                                                                    | 24%                                                                    | 18%                                                                    | 11%                                                                    | 12%                                                                    | 3%                                                                     | N.D.                                                                   | N.D.                                                                   | N.D.                                                                   |       |     |      |      |      |      |      |
| Avangarde                | autofinanziato                                                         | 19–23 marzo 2025                                                       | 1.300                                                                  | ± 2,3%                                                                 | 30%                                                                    | 23%                                                                    | 21%                                                                    | 14%                                                                    | 8%                                                                     | N.D.                                                                   | 1%                                                                     | 3%                                                                     | N.D.                                                                   |       |     |      |      |      |      |      |
| CURS                     | N.D.                                                                   | 19–22 marzo 2025                                                       | 1.203                                                                  | ± 2,8%                                                                 | 29%                                                                    | 22%                                                                    | 18%                                                                    | 13%                                                                    | 12%                                                                    | N.D.                                                                   | N.D.                                                                   | 6%                                                                     | N.D.                                                                   |       |     |      |      |      |      |      |
| Sociopol                 | România TV                                                             | 17–21 marzo 2025                                                       | 1.003                                                                  | ± 3,2%                                                                 | 37%                                                                    | 14%                                                                    | 16%                                                                    | 22%                                                                    | 10%                                                                    | N.D.                                                                   | 1%                                                                     | 1%                                                                     | N.D.                                                                   |       |     |      |      |      |      |      |
| Sociopol                 | România TV                                                             | 17–18 marzo 2025                                                       | 1.005                                                                  | ± 3,2%                                                                 | 32%                                                                    | 15%                                                                    | 17%                                                                    | 23%                                                                    | 12%                                                                    | N.D.                                                                   | N.D.                                                                   | 1%                                                                     | N.D.                                                                   |       |     |      |      |      |      |      |
| AtlasIntel               | HotNews                                                                | 13–15 marzo 2025                                                       | 2.381                                                                  | ± 2%                                                                   | 30,4%                                                                  | 17,9%                                                                  | 26%                                                                    | 9%                                                                     | 3,9%                                                                   | 0,6%                                                                   | 1,8%                                                                   | 4,2%                                                                   | 6,3%                                                                   |       |     |      |      |      |      |      |
| Sociopol                 | România TV                                                             | 3–7 marzo 2025                                                         | 1.000                                                                  | ± 3,2%                                                                 | 28%                                                                    | 18%                                                                    | 19%                                                                    | 22%                                                                    | 12%                                                                    | N.D.                                                                   | N.D.                                                                   | 1%                                                                     | N.D.                                                                   |       |     |      |      |      |      |      |
| CURS                     | autofinanțat                                                           | 21–25 gennaio 2025                                                     | 1.100                                                                  | ± 3%                                                                   | 25%                                                                    | 23%                                                                    | 24%                                                                    | N.D.                                                                   | 13%                                                                    | N.D.                                                                   | N.D.                                                                   | 15%                                                                    | N.D.                                                                   |       |     |      |      |      |      |      |
| Sociopol                 | România TV                                                             | 10–15 gennaio 2025                                                     | 1.001                                                                  | ± 3,2%                                                                 | 35%                                                                    | 10%                                                                    | 13%                                                                    | 26%                                                                    | 13%                                                                    | N.D.                                                                   | N.D.                                                                   | 3%                                                                     | N.D.                                                                   |       |     |      |      |      |      |      |
| Noi, Cetățenii           | autofinanziato                                                         | 23 dic 2024–13 gen 2025                                                | 1.067                                                                  | ± 3%                                                                   | 30%                                                                    | 16%                                                                    | 26%                                                                    | 12%                                                                    | 9%                                                                     | N.D.                                                                   | N.D.                                                                   | 7%                                                                     | N.D.                                                                   |       |     |      |      |      |      |      |

### Sondaggi ipotetici sul primo turno
Di seguito i sondaggi sull'esito del primo turno di elezione con candidati ipotetici o non ancora annunciati ufficialmente nel periodo di riferimento.
| Data                    | Casa sondaggistica | Campione | Georgescu Ind. | Dan Ind. | Simion AUR | Antonescu PSD-PNL-UDMR | Ponta Ind. | Lasconi USR | Șoșoacă SOS | Gavrilă POT | Șandru PUSL | Funeriu Ind. | Bolojan PNL | Birchall Ind. | Becali AUR |
| ----------------------- | ------------------ | -------- | -------------- | -------- | ---------- | ---------------------- | ---------- | ----------- | ----------- | ----------- | ----------- | ------------ | ----------- | ------------- | ---------- |
| 17-18 Mar 2025          | Sociopol           | 1.005    | -              | 17%      | 32%        | 15%                    | 23%        | 12%         | -           | -           | -           | -            | -           | -             | -          |
| 17-18 Mar 2025          | Sociopol           | 1.005    | -              | 16%      | 28%        | 15%                    | 22%        | 11%         | -           | 7%          | -           | -            | -           | -             | -          |
| 13-15 Mar 2025          | AtlasIntel         | 2.381    | -              | 26%      | 30,4%      | 17,9%                  | 9%         | 3,9%        | -           | -           | 0,6%        | 1,8%         | -           | -             | -          |
| 13-15 Mar 2025          | AtlasIntel         | 2.381    | -              | 25,3%    | -          | 17,7%                  | 9,2%       | 3,9%        | -           | 30,2%       | 0,5%        | 2,5%         | -           | -             | -          |
| 3-7 Mar 2025            | Sociopol           | 1.000    | 38%            | 14%      | 10%        | 14%                    | 16%        | 8%          | -           | -           | -           | -            | -           | -             | -          |
| 3-7 Mar 2025            | Sociopol           | 1.000    | -              | 19%      | 28%        | 18%                    | 22%        | 12%         | -           | -           | -           | -            | -           | -             | -          |
| 25-28 Feb 2025          | MKOR               | 1.100    | 36,6%          | 11,8%    | 0,5%       | 7,4%                   | 3,5%       | 7,8%        | -           | -           | -           | -            | 12,2%       | -             | 1,5%       |
| 21-24 Feb 2025          | Atlas Intel        | 2.947    | 38,4%          | 25,4%    | 0,9%       | 15,8%                  | 7,5%       | 5,8%        | -           | -           | -           | -            | -           | -             | -          |
| 14-18 Feb 2025          | Verifield          | 1.000    | 41,1%          | 12,4%    | -          | 18,5%                  | -          | 7%          | 3%          | -           | -           | 1%           | -           | -             | -          |
| 14-16 Feb 2025          | Flashdata          | 7.500    | 37%            | 21%      | -          | 17%                    | 5%         | 9%          | 3%          | -           | -           | 1%           | -           | 0,5%          | -          |
| 10-14 Feb 2025          | Sociopol           | 1.001    | 45%            | 10%      | 6%         | 10%                    | 16%        | 10%         | 2%          | -           | -           | -            | -           | -             | -          |
| 10-14 Feb 2025          | Sociopol           | 1.001    | -              | 16%      | 24%        | 14%                    | 22%        | 14%         | 9%          | -           | -           | -            | -           | -             | -          |
| 27-30 Gen 2025          | Sociopol           | 1.003    | 47%            | 10%      | 4%         | 10%                    | 16%        | 8%          | 4%          | -           | -           | -            | -           | -             | -          |
| 27-30 Gen 2025          | Sociopol           | 1.003    | -              | 16%      | 24%        | 14%                    | 22%        | 9%          | 14%         | -           | -           | -            | -           | -             | -          |
| 21-25 Gen 2025          | CURS               | 1.100    | 37%            | 21%      | -          | 18%                    | -          | 7%          | 4%          | -           | -           | -            | -           | -             | -          |
| 21-25 Gen 2025          | CURS               | 1.100    | -              | 24%      | 25%        | 23%                    | -          | 13%         | -           | -           | -           | -            | -           | -             | -          |
| 10-16 Gen 2025          | Avangarde          | 1.354    | 38%            | 17%      | 6%         | 25%                    | -          | 6%          | 6%          | -           | -           | -            | -           | -             | -          |
| 10-15 Gen 2024          | Sociopol           | 1.001    | 50%            | 10%      | 6%         | 8%                     | 15%        | 10%         | -           | -           | -           | -            | -           | -             | -          |
| 10-15 Gen 2024          | Sociopol           | 1.001    | -              | 13%      | 35%        | 10%                    | 26%        | 13%         | -           | -           | -           | -            | -           | -             | -          |
| 23 Dic 2024-13 Gen 2025 | Noi, Cetățenii     | 1.067    | 35%            | 25%      | 3%         | 16%                    | 9%         | 8%          | -           | -           | -           | -            | -           | -             | -          |

### Sondaggi ipotetici sul ballottaggio
Di seguito sondaggi sull'esito del turno di ballottaggio ipotizzando una sfida tra i leader politici più quotati.
| Data                    | Casa sondaggistica | Campione | Dan Ind. | Georgescu Ind. | Antonescu PSD-PNL-UDMR | Simion AUR | Lasconi USR | Ponta Ind. | Gavrilă POT | Bolojan PNL | Indecisi |
| ----------------------- | ------------------ | -------- | -------- | -------------- | ---------------------- | ---------- | ----------- | ---------- | ----------- | ----------- | -------- |
| 28–30 aprile 2025       | Sociopol           | 1.003    | 41%      | -              | -                      | 59%        | -           | -          | -           | -           | -        |
| 28–30 aprile 2025       | Sociopol           | 1.003    | -        | -              | 45%                    | 55%        | -           | -          | -           | -           | -        |
| 28–30 aprile 2025       | Sociopol           | 1.003    | -        | -              | -                      | 47%        | -           | 53%        | -           | -           | -        |
| 28 apr–1 mag 2025       | AtlasIntel         |          | 29%      | -              | 33%                    | -          | -           | -          | -           | -           | 38%      |
| 28 apr–1 mag 2025       | AtlasIntel         |          | 40%      | -              | -                      | 37%        | -           | -          | -           | -           | 23%      |
| 28 apr–1 mag 2025       | AtlasIntel         | 3.247    | -        | -              | 47%                    | 37%        | -           | -          | -           | -           | 16%      |
| 28 apr–1 mag 2025       | AtlasIntel         |          | -        | -              | -                      | 35%        | 43%         | -          | -           | -           | 22%      |
| 28 apr–1 mag 2025       | AtlasIntel         |          | -        | -              | -                      | 34%        | -           | 28%        | -           | -           | 38%      |
| 24-27 Apr 2025          | MKOR               | 1.750    | 24%      | -              | 21%                    | -          | -           | -          | -           | -           | 55%      |
| 24-27 Apr 2025          | MKOR               | 1.750    | 29%      | -              | -                      | 28%        | -           | -          | -           | -           | 43%      |
| 24-27 Apr 2025          | MKOR               | 1.750    | 30%      | -              | -                      | -          | -           | 20%        | -           | -           | 50%      |
| 24-27 Apr 2025          | MKOR               | 1.750    | -        | -              | 31%                    | 28%        | -           | -          | -           | -           | 41%      |
| 24-27 Apr 2025          | MKOR               | 1.750    | -        | -              | 28%                    | -          | -           | 19%        | -           | -           | 53%      |
| 24-27 Apr 2025          | MKOR               | 1.750    | -        | -              | -                      | 28%        | -           | 25%        | -           | -           | 47%      |
| 24-27 Apr 2025          | MKOR               | 1.750    | -        | -              | -                      | 30%        | 30%         | -          | -           | -           | 40%      |
| 24-26 Apr 2025          | FlashData          | 7.500    | 40%      | -              | 48%                    | -          | -           | -          | -           | -           | 12%      |
| 24-26 Apr 2025          | FlashData          | 7.500    | 40%      | -              | -                      | 45,5%      | -           | -          | -           | -           | 14,5%    |
| 24-26 Apr 2025          | FlashData          | 7.500    | -        | -              | 46%                    | 42%        | -           | -          | -           | -           | 12%      |
| 17-22 Apr 2025          | AtlasIntel         | 3.701    | 28%      | -              | 31%                    | -          | -           | -          | -           | -           | 41%      |
| 17-22 Apr 2025          | AtlasIntel         | 3.701    | 42%      | -              | -                      | 39%        | -           | -          | -           | -           | 19%      |
| 17-22 Apr 2025          | AtlasIntel         | 3.701    | -        | -              | 44%                    | 39%        | -           | -          | -           | -           | 17%      |
| 17-22 Apr 2025          | AtlasIntel         | 3.701    | -        | -              | -                      | 39%        | 41%         | -          | -           | -           | 20%      |
| 17-22 Apr 2025          | AtlasIntel         | 3.701    | -        | -              | -                      | 36%        | -           | 26%        | -           | -           | 39%      |
| 10-13 Apr 2025          | AtlasIntel         | 2.994    | 26,4%    | -              | 34,4%                  | -          | -           | -          | -           | -           | 39,2%    |
| 10-13 Apr 2025          | AtlasIntel         | 2.994    | 40,7%    | -              | -                      | 37,5%      | -           | -          | -           | -           | 21,8%    |
| 10-13 Apr 2025          | AtlasIntel         | 2.994    | -        | -              | 49,2%                  | 36,3%      | -           | -          | -           | -           | 14,4%    |
| 10-13 Apr 2025          | AtlasIntel         | 2.994    | -        | -              | -                      | 36,8%      | 40,3%       | -          | -           | -           | 22,9%    |
| 10-13 Apr 2025          | AtlasIntel         | 2.994    | -        | -              | -                      | 36,3%      | -           | 23,4%      | -           | -           | 40,4%    |
| 9-13 Apr 2025           | ARA                | 1.115    | 44%      | -              | 56%                    | -          | -           | -          | -           | -           | -        |
| 9-13 Apr 2025           | ARA                | 1.115    | 48%      | -              | -                      | 52%        | -           | -          | -           | -           | -        |
| 9-13 Apr 2025           | ARA                | 1.115    | -        | -              | 56%                    | 44%        | -           | -          | -           | -           | -        |
| 9-13 Apr 2025           | ARA                | 1.115    | -        | -              | -                      | 56%        | -           | 44%        | -           | -           | -        |
| 3-10 Apr 2025           | CURS               | 1.214    | 48%      | -              | 52%                    | -          | -           | -          | -           | -           | -        |
| 3-10 Apr 2025           | CURS               | 1.214    | 46%      | -              | -                      | 54%        | -           | -          | -           | -           | -        |
| 3-10 Apr 2025           | CURS               | 1.214    | 50%      | -              | -                      | -          | -           | 50%        | -           | -           | -        |
| 3-10 Apr 2025           | CURS               | 1.214    | -        | -              | 52%                    | 48%        | -           | -          | -           | -           | -        |
| 3-5 Apr 2025            | Flashdata          | 7.500    | 45%      | -              | 55%                    | -          | -           | -          | -           | -           | -        |
| 3-5 Apr 2025            | Flashdata          | 7.500    | 58%      | -              | -                      | 42%        | -           | -          | -           | -           | -        |
| 3-5 Apr 2025            | Flashdata          | 7.500    | 61%      | -              | -                      | -          | -           | 39%        | -           | -           | -        |
| 3-5 Apr 2025            | Flashdata          | 7.500    | -        | -              | 61%                    | 39%        | -           | -          | -           | -           | -        |
| 3-5 Apr 2025            | Flashdata          | 7.500    | -        | -              | 67%                    | -          | -           | 33%        | -           | -           | -        |
| 31 Mar-4 Apr 2025       | Sociopol           | 1.007    | 47%      | -              | -                      | 53%        | -           | -          | -           | -           | -        |
| 31 Mar-4 Apr 2025       | Sociopol           | 1.007    | -        | -              | 45%                    | 55%        | -           | -          | -           | -           | -        |
| 31 Mar-4 Apr 2025       | Sociopol           | 1.007    | -        | -              | -                      | 46%        | -           | 54%        | -           | -           | -        |
| 26-28 Mar 2025          | MKOR               | 1.500    | 35%      | -              | -                      | 31%        | -           | -          | -           | -           | 34%      |
| 26-28 Mar 2025          | MKOR               | 1.500    | 30%      | -              | 22%                    | -          | -           | -          | -           | -           | 48%      |
| 26-28 Mar 2025          | MKOR               | 1.500    | 33%      | -              | -                      | -          | -           | 24%        | -           | -           | 43%      |
| 26-28 Mar 2025          | MKOR               | 1.500    | -        | -              | 33%                    | 31%        | -           | -          | -           | -           | 36%      |
| 26-28 Mar 2025          | MKOR               | 1.500    | -        | -              | 29%                    | -          | -           | 25%        | -           | -           | 46%      |
| 26-28 Mar 2025          | MKOR               | 1.500    | -        | -              | -                      | 31%        | 30%         | -          | -           | -           | 39%      |
| 26-28 Mar 2025          | MKOR               | 1.500    | -        | -              | -                      | 30%        | -           | 30%        | -           | -           | 40%      |
| 18-25 Mar 2025          | ARA                | 1.015    | 28%      | -              | 22%                    | -          | -           | -          | -           | -           | 50%      |
| 18-25 Mar 2025          | ARA                | 1.015    | 34%      | -              | -                      | 23%        | -           | -          | -           | -           | 43%      |
| 18-25 Mar 2025          | ARA                | 1.015    | 31%      | -              | -                      | -          | -           | 17%        | -           | -           | 52%      |
| 18-25 Mar 2025          | ARA                | 1.015    | -        | -              | 30%                    | 23%        | -           | -          | -           | -           | 47%      |
| 18-25 Mar 2025          | ARA                | 1.015    | -        | -              | 29%                    | -          | -           | 13%        | -           | -           | 58%      |
| 18-25 Mar 2025          | ARA                | 1.015    | -        | -              | -                      | 22%        | -           | 18%        | -           | -           | 60%      |
| 17-21 Mar 2025          | Sociopol           | 1.003    | 48%      | -              | -                      | 52%        | -           | -          | -           | -           | -        |
| 17-21 Mar 2025          | Sociopol           | 1.003    | -        | -              | -                      | 46%        | -           | 54%        | -           | -           | -        |
| 17-21 Mar 2025          | Sociopol           | 1.003    | -        | -              | 46%                    | 54%        | -           | -          | -           | -           | -        |
| 13-15 Mar 2025          | AtlasIntel         | 2.381    | 35,2%    | -              | 25,1%                  | -          | -           | -          | -           | -           | 39,6%    |
| 13-15 Mar 2025          | AtlasIntel         | 2.381    | 42,1%    | -              | -                      | 35,3%      | -           | -          | -           | -           | 22,6%    |
| 13-15 Mar 2025          | AtlasIntel         | 2.381    | 41,4%    | -              | -                      | -          | 5,2%        | -          | -           | -           | 53,4%    |
| 13-15 Mar 2025          | AtlasIntel         | 2.381    | 43,2%    | -              | -                      | -          |             | 17,5%      | -           | -           | 39,3%    |
| 13-15 Mar 2025          | AtlasIntel         | 2.381    | 40,1%    | -              | -                      | -          | -           | -          | 31,7%       | -           | 28,3%    |
| 25-28 Feb 2025          | MKOR               | 1.100    | 36%      | 42%            | -                      | -          | -           | -          | -           | -           | 22%      |
| 25-28 Feb 2025          | MKOR               | 1.100    | -        | 41%            | 35%                    | -          | -           | -          | -           | -           | 24%      |
| 25-28 Feb 2025          | MKOR               | 1.100    | -        | 42%            | -                      | -          | 37%         | -          | -           | -           | 21%      |
| 25-28 Feb 2025          | MKOR               | 1.100    | -        | 40%            | -                      | -          | -           | -          | -           | 42%         | 18%      |
| 25-28 Feb 2025          | MKOR               | 1.100    | 38%      | -              | -                      | -          | -           | 15%        | -           | -           | 47%      |
| 25-28 Feb 2025          | MKOR               | 1.100    | 22%      | -              | -                      | -          | -           | -          | -           | 32%         | 46%      |
| 25-28 Feb 2025          | MKOR               | 1.100    | -        | -              | 33%                    | 28%        | -           | -          | -           | -           | 39%      |
| 25-28 Feb 2025          | MKOR               | 1.100    | -        | -              | 31%                    | -          | -           | 18%        | -           | -           | 51%      |
| 25-28 Feb 2025          | MKOR               | 1.100    | -        | -              | 16%                    | -          | -           | -          | -           | 35%         | 49%      |
| 25-28 Feb 2025          | MKOR               | 1.100    | -        | -              | -                      | 26%        | -           | -          | -           | 42%         | 32%      |
| 25-28 Feb 2025          | MKOR               | 1.100    | -        | -              | -                      | -          | -           | 16%        | -           | 41%         | 43%      |
| 21-24 Feb 2025          | Atlas Intel        | 2.947    | 45%      | 40,9%          | -                      | -          | -           | -          | -           | -           | 14,1%    |
| 10-16 Gen 2025          | Avangarde          | 1.354    | 32%      | 43%            | -                      | -          | -           | -          | -           | -           | 25%      |
| 10-16 Gen 2025          | Avangarde          | 1.354    | -        | 39%            | 38%                    | -          | -           | -          | -           | -           | 23%      |
| 10-16 Gen 2025          | Avangarde          | 1.354    | -        | 44%            | -                      | -          | 31%         | -          | -           | -           | 25%      |
| 23 Dic 2024-13 Gen 2025 | Noi, Cetățenii     | 1.067    | 50%      | 50%            | -                      | -          | -           | -          | -           | -           | -        |
| 23 Dic 2024-13 Gen 2025 | Noi, Cetățenii     | 1.067    | 53%      | -              | -                      | 47%        | -           | -          | -           | -           | -        |
| 23 Dic 2024-13 Gen 2025 | Noi, Cetățenii     | 1.067    | 54%      | -              | -                      | -          | -           | 46%        | -           | -           | -        |

## Affluenza

### Primo turno

Cartina raffigurante l'affluenza per ogni circoscrizione (I turno).

| Area                                    | Iscritti alle liste permanenti          | Affluenza | Affluenza | Affluenza | Affluenza | Affluenza | Affluenza | Affluenza | Affluenza    | Affluenza   |
| Area                                    | Iscritti alle liste permanenti          | 2 mag     | 3 mag     | 4 mag     | 4 mag     | 4 mag     | 4 mag     | 4 mag     | Var. da 2019 | Tot votanti |
| Area                                    | Iscritti alle liste permanenti          | 2 mag     | 3 mag     | h 12:00   | h 15:00   | h 18:00   | h 21:00   | Finale    | Var. da 2019 | Tot votanti |
| --------------------------------------- | --------------------------------------- | --------- | --------- | --------- | --------- | --------- | --------- | --------- | ------------ | ----------- |
| Romania                                 | 17 988 031                              | -         | -         | 19,54%    | 32,40%    | 43,44%    | 53,21%    | 53,21%    | 2,03%        | 9 571 740   |
| Estero (votanti su liste supplementari) | Estero (votanti su liste supplementari) | 114 422   | 394 446   | 498 849   | 685 647   | 843 896   | 969 023   | 969 023   | -            | 973 129     |
| Estero (votanti per corrispondenza)     | Estero (votanti per corrispondenza)     | -         | -         | -         | -         | -         | -         | -         | -            | 4 106       |
| Fonte: Autorità Elettorale Permanente   |                                         |           |           |           |           |           |           |           |              |             |

### Secondo turno

Cartina raffigurante l'affluenza per ogni circoscrizione (II turno).

| Area                                    | Iscritti alle liste permanenti          | Affluenza | Affluenza | Affluenza | Affluenza | Affluenza | Affluenza | Affluenza | Affluenza    | Affluenza   |
| Area                                    | Iscritti alle liste permanenti          | 16 mag    | 17 mag    | 18 mag    | 18 mag    | 18 mag    | 18 mag    | 18 mag    | Var. da 2019 | Tot votanti |
| Area                                    | Iscritti alle liste permanenti          | 16 mag    | 17 mag    | h 12:00   | h 15:00   | h 18:00   | h 21:00   | Finale    | Var. da 2019 | Tot votanti |
| --------------------------------------- | --------------------------------------- | --------- | --------- | --------- | --------- | --------- | --------- | --------- | ------------ | ----------- |
| Romania                                 | 17 988 218                              | -         | -         | 25,53%    | 42,51%    | 55,57%    | 64,72%    | 64,72%    | 9,86%        | 11 641 866  |
| Estero (votanti su liste supplementari) | Estero (votanti su liste supplementari) | 221 461   | 735 739   | 901 406   | 1 207 210 | 1 457 474 | 1 642 319 | 1 642 319 | -            | 1 645 458   |
| Estero (votanti per corrispondenza)     | Estero (votanti per corrispondenza)     | -         | -         | -         | -         | -         | -         | -         | -            | 3 139       |
| Fonte: Autorità Elettorale Permanente   |                                         |           |           |           |           |           |           |           |              |             |

## Risultati

Cartina raffigurante il candidato più votato in ogni comune (I turno).

Cartina raffigurante il candidato più votato in ogni comune (II turno).

| Nicușor Dan                  | Indipendente                                 | 1 979 767  | 20,99 | 6 168 642  | 53,60 |  |  |  |
| George Simion                | Alleanza per l'Unione dei Romeni (AUR)       | 3 862 761  | 40,96 | 5 339 053  | 46,40 |  |  |  |
| Crin Antonescu               | Indipendente                                 | 1 892 930  | 20,07 |            |       |  |  |  |
| Victor Ponta                 | Indipendente                                 | 1 230 164  | 13,04 |            |       |  |  |  |
| Elena Lasconi                | Unione Salvate la Romania (USR)              | 252 721    | 2,68  |            |       |  |  |  |
| Lavinia Șandru               | Partito Umanista Social Liberale (PUSL)      | 60 682     | 0,64  |            |       |  |  |  |
| Daniel Funeriu               | Indipendente                                 | 49 604     | 0,53  |            |       |  |  |  |
| Cristian Terheș              | Partito Nazionale Conservatore Romeno (PNCR) | 36 445     | 0,39  |            |       |  |  |  |
| Sebastian-Constantin Popescu | Partito Nuova Romania (PNR)                  | 25 994     | 0,28  |            |       |  |  |  |
| John Banu                    | Indipendente                                 | 22 020     | 0,23  |            |       |  |  |  |
| Silviu Predoiu               | Partito Lega Azione Nazionale (PLAN)         | 17 186     | 0,18  |            |       |  |  |  |
| Totale                       | Totale                                       | 9 430 274  | 100   | 11 507 695 | 100   |  |  |  |
|                              |                                              |            |       |            |       |  |  |  |
| Voti non validi              | Voti non validi                              | 141 466    | 1,48  | 134 171    | 1,15  |  |  |  |
| Votanti                      | Votanti                                      | 9 571 740  | 53,21 | 11 641 866 | 64,72 |  |  |  |
| Elettori                     | Elettori                                     | 17 988 031 |       | 17 988 218 |       |  |  |  |

| George Simion                |  | 40,96% |
| Nicușor Dan                  |  | 20,99% |
| Crin Antonescu               |  | 20,07% |
| Victor Ponta                 |  | 13,04% |
| Elena Lasconi                |  | 2,68%  |
| Lavinia Șandru               |  | 0,64%  |
| Daniel Funeriu               |  | 0,53%  |
| Cristian Terheș              |  | 0,39%  |
| Sebastian-Constantin Popescu |  | 0,28%  |
| John Banu                    |  | 0,23%  |
| Silviu Predoiu               |  | 0,18%  |

| Nicușor Dan   |  | 53,60% |
| George Simion |  | 46,40% |

### Risultati per distretto

#### Primo turno
| Distretto       | Simion  | Simion | Dan     | Dan    | Antonescu | Antonescu | Ponta   | Ponta  | Lasconi | Lasconi | Altri  | Altri | Totale  |      |         |
| Distretto       | Voti    | %      | Voti    | %      | Voti      | %         | Voti    | %      | Voti    | %       | Voti   | %     | Totale  |      |         |
| --------------- | ------- | ------ | ------- | ------ | --------- | --------- | ------- | ------ | ------- | ------- | ------ | ----- | ------- | ---- | ------- |
| Distretto       | Alba    | 65 369 | 43,45   | 26 138 | 17,38     | 32 276    | 21,46   | 19 137 | 12,72   | 3 613   | 2,40   | 3 901 | Totale  | 2,59 | 150.434 |
| Arad            | 79 460  | 46,66  | 27 131  | 15,93  | 33 219    | 19,51     | 21 272  | 12,49  | 4 333   | 2,54    | 4 880  | 2,87  | 170.295 |      |         |
| Argeș           | 118 704 | 43,32  | 39 025  | 14,24  | 48 449    | 17,68     | 51 774  | 18,89  | 10 587  | 3,86    | 5 493  | 2,00  | 274.032 |      |         |
| Bacău           | 106 495 | 44,52  | 38 131  | 15,94  | 45 019    | 18,82     | 34 559  | 14,45  | 8 096   | 3,38    | 6 884  | 2,88  | 239.184 |      |         |
| Bihor           | 74 768  | 31,62  | 33 191  | 14,04  | 89 273    | 37,76     | 28 311  | 11,97  | 4 908   | 2,08    | 5 984  | 2,53  | 236.435 |      |         |
| Bistrița-Năsăud | 49 225  | 44,39  | 17 336  | 15,63  | 23 152    | 20,88     | 16 215  | 14,62  | 2 338   | 2,11    | 2 624  | 2,37  | 110.890 |      |         |
| Botoșani        | 63 780  | 45,68  | 16 203  | 11,61  | 25 441    | 18,22     | 27 428  | 19,65  | 3 202   | 2,29    | 3 555  | 2,55  | 139.609 |      |         |
| Brăila          | 89 147  | 33,39  | 83 162  | 31,15  | 45 264    | 16,95     | 33 431  | 12,52  | 8 693   | 3,26    | 7 316  | 2,74  | 267.013 |      |         |
| Brașov          | 55 204  | 45,26  | 16 412  | 13,46  | 22 007    | 18,04     | 22 476  | 18,43  | 2 638   | 2,16    | 3 229  | 2,65  | 121.966 |      |         |
| Bucarest        | 220 823 | 24,80  | 361 497 | 40,59  | 153 909   | 17,28     | 110 723 | 12,43  | 24 411  | 2,74    | 19 231 | 2,16  | 890.594 |      |         |
| Buzău           | 73 502  | 41,18  | 23 797  | 13,33  | 40 088    | 22,46     | 33 149  | 18,57  | 3 783   | 2,12    | 4 156  | 2,33  | 178.475 |      |         |
| Călărași        | 56 015  | 47,90  | 12 790  | 10,94  | 26 979    | 23,07     | 16 347  | 13,98  | 2 303   | 1,97    | 2 508  | 2,14  | 116.942 |      |         |
| Caraș-Severin   | 49 643  | 46,35  | 12 172  | 11,36  | 22 575    | 21,08     | 17 824  | 16,64  | 2 444   | 2,28    | 2 446  | 2,28  | 107.104 |      |         |
| Cluj            | 95 088  | 27,88  | 121 072 | 35,49  | 72 039    | 21,12     | 34 406  | 10,09  | 9 926   | 2,91    | 8 589  | 2,52  | 341.120 |      |         |
| Costanza        | 138 867 | 44,29  | 69 892  | 22,29  | 47 692    | 15,21     | 39 589  | 12,63  | 9 333   | 2,98    | 8 151  | 2,60  | 313.524 |      |         |
| Covasna         | 10 885  | 16,16  | 7 238   | 10,74  | 41 683    | 61,87     | 4 747   | 7,05   | 1 270   | 1,88    | 1 553  | 2,30  | 67.376  |      |         |
| Dâmbovița       | 94 562  | 46,03  | 30 065  | 14,63  | 33 617    | 16,36     | 37 623  | 18,31  | 5 072   | 2,47    | 4 497  | 2,19  | 205.436 |      |         |
| Dolj            | 106 379 | 39,36  | 38 908  | 14,40  | 72 468    | 26,81     | 42 217  | 15,62  | 5 366   | 1,99    | 4 934  | 1,83  | 270.272 |      |         |
| Galați          | 88 679  | 41,55  | 37 976  | 17,80  | 40 736    | 19,09     | 34 383  | 16,11  | 5 723   | 2,68    | 5 907  | 2,77  | 213.404 |      |         |
| Giurgiu         | 51 953  | 41,75  | 11 561  | 9,29   | 39 262    | 31,55     | 17 031  | 13,69  | 2 190   | 1,76    | 2 450  | 1,97  | 124.447 |      |         |
| Gorj            | 71 744  | 49,54  | 14 338  | 9,90   | 22 930    | 15,83     | 30 925  | 21,35  | 2 507   | 1,73    | 2 385  | 1,65  | 144.829 |      |         |
| Harghita        | 9 693   | 8,96   | 8 573   | 7,92   | 80 764    | 74,62     | 5 224   | 4,83   | 1 733   | 1,60    | 2 250  | 2,08  | 108.237 |      |         |
| Hunedoara       | 75 213  | 44,15  | 23 460  | 13,77  | 31 093    | 18,25     | 30 804  | 18,08  | 5 397   | 3,17    | 4 387  | 2,58  | 170.354 |      |         |
| Ialomița        | 45 928  | 47,23  | 12 558  | 12,91  | 18 271    | 18,79     | 16 268  | 16,73  | 2 152   | 2,21    | 2 068  | 2,13  | 97.245  |      |         |
| Iași            | 122 412 | 36,18  | 96 467  | 28,51  | 54 692    | 16,16     | 46 474  | 13,73  | 9 696   | 2,87    | 8 641  | 2,55  | 338.382 |      |         |
| Ilfov           | 104 985 | 36,12  | 80 871  | 27,82  | 59 981    | 20,64     | 30 703  | 10,56  | 8 016   | 2,76    | 6 089  | 2,09  | 290.645 |      |         |
| Maramureș       | 73 152  | 43,40  | 30 923  | 18,35  | 31 935    | 18,95     | 23 827  | 14,14  | 4 610   | 2,74    | 4 101  | 2,43  | 168.548 |      |         |
| Mehedinți       | 46 099  | 41,38  | 7 878   | 7,07   | 34 312    | 30,80     | 19 220  | 17,25  | 2 031   | 1,82    | 1 863  | 1,67  | 111.403 |      |         |
| Mureș           | 64 861  | 31,93  | 35 853  | 17,65  | 71 383    | 35,14     | 21 803  | 10,73  | 4 699   | 2,31    | 4 517  | 2,22  | 203.116 |      |         |
| Neamț           | 86 293  | 45,41  | 30 479  | 16,04  | 31 800    | 16,73     | 30 502  | 16,05  | 5 539   | 2,91    | 5 423  | 2,85  | 190.036 |      |         |
| Olt             | 80 024  | 44,30  | 15 790  | 8,74   | 46 844    | 25,93     | 31 080  | 17,20  | 3 600   | 1,99    | 3 311  | 1,83  | 180.649 |      |         |
| Prahova         | 134 799 | 41,68  | 65 224  | 20,17  | 53 232    | 16,46     | 52 266  | 16,16  | 9 510   | 2,94    | 8 396  | 2,60  | 323.427 |      |         |
| Sălaj           | 31 422  | 34,21  | 13 028  | 14,18  | 30 703    | 33,43     | 11 933  | 12,99  | 2 298   | 2,50    | 2 460  | 2,68  | 91.844  |      |         |
| Satu Mare       | 37 568  | 33,89  | 13 724  | 12,38  | 42 231    | 38,09     | 12 255  | 11,05  | 2 804   | 2,53    | 2 286  | 2,06  | 110.868 |      |         |
| Sibiu           | 70 877  | 39,34  | 51 737  | 28,72  | 30 856    | 17,13     | 16 684  | 9,26   | 5 387   | 2,99    | 4 625  | 2,57  | 180.166 |      |         |
| Suceava         | 124 671 | 48,55  | 36 556  | 14,24  | 43 741    | 17,03     | 40 464  | 15,76  | 5 040   | 1,96    | 6 311  | 2,46  | 256.783 |      |         |
| Teleorman       | 57 099  | 40,71  | 12 062  | 8,60   | 41 408    | 29,52     | 24 439  | 17,42  | 2 547   | 1,82    | 2 707  | 1,93  | 140.262 |      |         |
| Timiș           | 116 399 | 37,99  | 87 880  | 28,68  | 49 726    | 16,23     | 33 168  | 10,83  | 11 030  | 3,60    | 8 176  | 2,67  | 306.379 |      |         |
| Tulcea          | 42 864  | 51,19  | 12 349  | 14,75  | 13 562    | 16,20     | 10 985  | 13,12  | 1 977   | 2,36    | 1 990  | 2,38  | 83.727  |      |         |
| Vâlcea          | 68 906  | 44,39  | 21 173  | 13,64  | 29 430    | 18,96     | 29 338  | 18,90  | 3 125   | 2,01    | 3 274  | 2,11  | 155.246 |      |         |
| Vaslui          | 60 879  | 44,45  | 18 311  | 13,37  | 26 087    | 19,05     | 23 927  | 17,47  | 4 064   | 2,97    | 3 703  | 2,70  | 136.971 |      |         |
| Vrancea         | 61 135  | 44,76  | 19 448  | 14,24  | 27 531    | 20,15     | 22 045  | 16,14  | 3 222   | 2,36    | 3 218  | 2,36  | 136.599 |      |         |
| Diaspora        | 587 190 | 60,79  | 247 388 | 25,61  | 65 270    | 6,76      | 23 188  | 2,40   | 31 508  | 3,26    | 11 462 | 1,19  | 966.006 |      |         |

#### Secondo turno
| Distretto       | Simion  | Simion | Dan     | Dan    | Totale    |       |         |
| Distretto       | Voti    | %      | Voti    | %      | Totale    |       |         |
| --------------- | ------- | ------ | ------- | ------ | --------- | ----- | ------- |
| Distretto       | Alba    | 84.307 | 48,30   | 90.248 | Totale    | 51,70 | 174.555 |
| Arad            | 105.901 | 52,26  | 96.744  | 47,74  | 202.645   |       |         |
| Argeș           | 162.489 | 52,94  | 144.461 | 47,06  | 306.950   |       |         |
| Bacău           | 138.900 | 51,13  | 132.761 | 48,87  | 271.661   |       |         |
| Bihor           | 103.995 | 36,36  | 182.029 | 63,64  | 286.024   |       |         |
| Bistrița-Năsăud | 66.610  | 50,36  | 65.653  | 49,64  | 132.263   |       |         |
| Botoșani        | 87.243  | 54,39  | 73.170  | 45,61  | 160.413   |       |         |
| Brăila          | 118.474 | 37,31  | 199.023 | 62,69  | 317.497   |       |         |
| Brașov          | 75.009  | 54,36  | 62.978  | 45,64  | 137.987   |       |         |
| Bucarest        | 326.451 | 30,88  | 749.291 | 69,12  | 1.075.742 |       |         |
| Buzău           | 101.161 | 50,42  | 99.466  | 49,58  | 200.627   |       |         |
| Călărași        | 76.416  | 58,12  | 55.059  | 41,88  | 131.475   |       |         |
| Caraș-Severin   | 66.237  | 57,59  | 48.785  | 42,41  | 115.022   |       |         |
| Cluj            | 126.885 | 29,84  | 298.313 | 70,16  | 425.198   |       |         |
| Costanza        | 177.458 | 49,53  | 180.853 | 50,47  | 358.311   |       |         |
| Covasna         | 15.721  | 15,58  | 85.153  | 84,42  | 100.874   |       |         |
| Dâmbovița       | 127.676 | 54,30  | 107.476 | 45,70  | 235.152   |       |         |
| Dolj            | 143.278 | 48,99  | 149.161 | 51,01  | 292.439   |       |         |
| Galați          | 116.516 | 48,04  | 126.042 | 51,96  | 242.558   |       |         |
| Giurgiu         | 76.035  | 56,01  | 59.717  | 43,99  | 135.752   |       |         |
| Gorj            | 95.439  | 61,48  | 59.804  | 38,52  | 155.243   |       |         |
| Harghita        | 14.439  | 9,22   | 142.248 | 90,78  | 156.687   |       |         |
| Hunedoara       | 100.733 | 53,57  | 87.301  | 46,43  | 188.034   |       |         |
| Ialomița        | 62.448  | 55,57  | 49.924  | 44,43  | 112.372   |       |         |
| Iași            | 163.233 | 41,25  | 232.461 | 58,75  | 395.694   |       |         |
| Ilfov           | 149.226 | 43,04  | 197.499 | 56,96  | 346.725   |       |         |
| Maramureș       | 97.812  | 48,79  | 102.658 | 51,21  | 200.470   |       |         |
| Mehedinți       | 64.463  | 56,00  | 50.656  | 44,00  | 115.119   |       |         |
| Mureș           | 84.764  | 32,98  | 172.218 | 67,02  | 256.982   |       |         |
| Neamț           | 112.895 | 52,47  | 102.270 | 47,53  | 215.165   |       |         |
| Olt             | 107.130 | 57,00  | 80.832  | 43,00  | 187.962   |       |         |
| Prahova         | 180.022 | 47,76  | 196.928 | 52,24  | 376.950   |       |         |
| Sălaj           | 41.016  | 37,81  | 67.460  | 62,19  | 108.476   |       |         |
| Satu Mare       | 51.327  | 36,49  | 89.328  | 63,51  | 140.655   |       |         |
| Sibiu           | 89.905  | 41,45  | 126.977 | 58,55  | 216.882   |       |         |
| Suceava         | 168.234 | 57,63  | 123.695 | 42,37  | 291.929   |       |         |
| Teleorman       | 80.095  | 53,52  | 69.572  | 46,48  | 149.667   |       |         |
| Timiș           | 154.517 | 41,63  | 216.694 | 58,37  | 371.211   |       |         |
| Tulcea          | 56.058  | 58,33  | 40.054  | 41,67  | 96.112    |       |         |
| Vâlcea          | 94.114  | 53,68  | 81.224  | 46,32  | 175.338   |       |         |
| Vaslui          | 81.139  | 51,32  | 76.977  | 48,68  | 158.116   |       |         |
| Vrancea         | 80.476  | 52,82  | 71.889  | 47,18  | 152.365   |       |         |
| Diaspora        | 912.553 | 55,86  | 720.996 | 44,14  | 1.633.549 |       |         |

### Esplicative
1. ↑  In rapporto al primo turno delle elezioni del 2019, in quanto le ultime ad essere state ufficialmente convalidate dalle istituzioni nazionali. In rapporto al primo turno delle annullate elezioni del 2024, invece, la differenza sarebbe del  0,66%.
2. ↑  In rapporto al secondo turno delle elezioni del 2019, in quanto le ultime ad essere state ufficialmente convalidate dalle istituzioni nazionali (e tenutesi in due turni). In rapporto al primo turno di questa elezione, invece, la differenza sarebbe del  11,51%; in rapporto al primo turno delle annullate elezioni del 2024, infine, la differenza sarebbe del  12,17%.
3. 1 2 3  Supportato altresì da DREPT, PMP, FD, REPER, PDU, PNȚMM e PV.
4. 1 2 3  Supportato altresì da POT.
5. ↑  Per la legge rumena, il Presidente non può far parte di un partito, ma può riceverne il sostegno ed esserne membro fino al momento della sua elezione.
6. 1 2  È stata sostenuta da Unione Salvate la Romania (USR) fino al 10 aprile 2025. Alcuni rami dell'USR, tuttavia, hanno continuato la campagna elettorale per Lasconi anche dopo la suddetta data.
7. ↑   I dati pubblicati da HotNews su questo sondaggio NON includono l'elettorato della diaspora - anche se i precedenti sondaggi di AtlasIntel includevano la diaspora.
8. ↑  Include gli elettori della diaspora.[224]
9. ↑  Include gli elettori della diaspora.[225]
10. ↑   Include gli elettori della diaspora.
11. ↑  I dettagli tecnici dell'indagine sono riportati nel comunicato stampa della CNA.[226]
12. ↑  In rapporto al primo turno delle elezioni del 2019, in quanto le ultime ad essere state ufficialmente convalidate dalle istituzioni nazionali. In rapporto al primo turno delle annullate elezioni del 2024, invece, la differenza sarebbe del  0,66%.
13. ↑  In rapporto al secondo turno delle elezioni del 2019, in quanto le ultime ad essere state ufficialmente convalidate dalle istituzioni nazionali (e tenutesi in due turni). In rapporto al primo turno di questa elezione, invece, la differenza sarebbe del  11,51%; in rapporto al primo turno delle annullate elezioni del 2024, infine, la differenza sarebbe del  12,17%.
14. ↑  Supportato da Alleanza Elettorale România Înainte (A.Ro.), composta da: PSD, PNL, RMDSZ/UDMR e MIN.
15. ↑  Supportato da PRO, PER, PRM, UNPR, RoSAT, PRR.

### Bibliografiche
1. ↑   Si è votato per le elezioni presidenziali in Romania, di nuovo, Il Post, 4 maggio 2025.
2. ↑   La Romania riprova a scegliere il presidente, sfida tra nazionalisti e pro-Ue, Rai News, 4 maggio 2025.
3. ↑   La Romania ripeterà le presidenziali a maggio, stretta sui social media, su Rai News, 16 gennaio 2025.
4. 1 2 3 4   Alessandra Muglia, Romania, la Corte costituzionale annulla le elezioni presidenziali: «Possibili ingerenze russe», su Corriere della Sera, 6 dicembre 2024.
5. ↑   La Corte costituzionale romena ha ordinato di rifare le elezioni presidenziali, su Il Post, 6 dicembre 2024.
6. ↑   La Corte della Romania annulla le elezioni presidenziali, su ANSA, 7 dicembre 2024.
7. ↑   Elezioni Romania, il candidato di estrema destra Simion è avanti. Si va verso ballottaggio, Sky TG24, 4 maggio.
8. ↑   In Romania il candidato europeista ha vinto le presidenziali, Il Post, 18 maggio 2025.
9. ↑   Elezioni in Romania, l'europeista Dan è il nuovo presidente. Simion riconosce la sconfitta, Sky TG24, 18 maggio 2025.
10. ↑  (RO) LEGE nr. 370/ 2004 pentru alegerea Preşedintelui României (PDF), su roaep.ro, 20 settembre 2004.
11. ↑  (EN) Costituzione della Romania, su en.wikisource.org.
12. ↑  (RO) Adrian Ardelean, Ce va fi diferit la alegerile prezidențiale din 2025: votul în străinătate, limitat & amenzi pentru rețelele sociale, su Europa Liberă România, 16 gennaio 2026. URL consultato il 16 gennaio 2025.
13. ↑  (RO) Briefing de presă la finalul ședinței de guvern, susținut de Mihai Constantin, purtătorul de cuvânt al Guvernului, su gov.ro, 16 gennaio 2025. URL consultato il 16 gennaio 2025.
14. 1 2 3  (RO) Alegeri prezidențiale 2025. Începe perioada electorală / Candidaturile trebuie depuse până în 15 martie, HotNews, 17 febbraio 2025.
15. ↑  (RO) Cum se schimbă votul în străinătate, după alegerile anulate anul trecut. Anunțul guvernului, Digi 24, 16 gennaio 2025.
16. ↑  Costituzione della Romania, Art. 84, comma 1.
17. ↑  Costituzione della Romania, Art. 81, comma 4.
18. 1 2  (RO) Ștefania Apostol, Klaus Iohannis amână desemnarea premierului. „Coaliția pro-europeană continuă negocierile. Sunt optimist”, su Digi24, 22 dicembre 2024. URL consultato il 28 dicembre 2024.
19. ↑   La Corte costituzionale della Romania ha ordinato il riconteggio dei voti del primo turno delle elezioni presidenziali, su il Post, 28 novembre 2024. URL consultato il 26 dicembre 2024.
20. ↑   Tiziana Boari, Romania: la Corte Costituzionale ordina il riconteggio dei voti, su Rai News, 28 novembre 2024. URL consultato il 26 dicembre 2024.
21. ↑   La Corte costituzionale della Romania ha confermato il risultato del primo turno delle elezioni presidenziali, su il Post, 2 dicembre 2024.
22. ↑   Voto annullato in Romania, perquisite abitazioni per l'inchiesta sulle presidenziali, su Rai News, 7 dicembre 2024.
23. ↑  (EN) Paul Kirby e Mircea Barbu, Romanian far-right presidential hopeful Georgescu detained and indicted, in BBC, 26 febbraio 2025.
24. 1 2 3 4  (EN) Victor Goury-Laffont, Report ties Romanian liberals to TikTok campaign that fueled pro-Russia candidate, su Politico, 21 dicembre 2024. URL consultato il 22 dicembre 2024.
25. ↑   Noemi Morucci, Atto terzo del ‘TikTok gate’ sulle elezioni in Romania. La Commissione apre un procedimento formale nell’ambito del Dsa, su Eunews, 17 dicembre 2024. URL consultato il 26 dicembre 2024.
26. ↑  (RO) Zeci de mii de oameni la protestul organizat de AUR în București. Mai mulți protestatari aveau asupra lor cuţite, bricege și substanţe interzise, Libertatea, 12 gennaio 2025.
27. ↑  (RO) AUR a scos din nou oamenii în stradă să protesteze. În București, aproape 1.500 de manifestanți au cerut reluarea turului doi, Pro TV, 18 gennaio 2025.
28. ↑  (RO) Nou protest al susținătorilor lui Călin Georgescu în Capitală / AUR anunță că s-au strâns semnăturile necesare pentru candidatură, HotNews, 22 febbraio 2025.
29. ↑  (RO) Miting organizat de AUR în Capitată / Apelul lui George Simion, care mizează pe cel puţin 100.000 de participanţi, News.ro, 1º marzo 2025.
30. 1 2  (EN) Romania, political crisis continues. President Iohannis resigns, EU News, 10 febbraio 2025.
31. ↑  (RO) CCR confirmă că Iohannis își păstrează mandatul până depune jurământul viitorul președinte, su Spot Media, 6 dicembre 2024.
32. ↑  (RO) CCR: Klaus Iohannis își menține mandatul până la depunerea jurământului noului președinte. Argumentele invocate de judecători, su Digi 24, 6 dicembre 2024.
33. ↑  (RO) Adrian Severin, De ce decizia CCR nu ofera acoperire legala pentru continuarea exercitarii mandatului prezidential de catre Klaus Werner Iohannis dupa expirarea duratei de cinci ani a acestuia, su Lumea Justitiei, 22 dicembre 2024.
34. ↑  (RO) APADOR-CH: „Ingineria constituțională” făcută de CCR ca să-i prelungească mascat mandatul lui Iohannis poate să înceteze azi, su HotNews, 21 dicembre 2024.
35. ↑  (RO) Vlad Perju, Prelungirea mandatului Președintelui – o eroare a CCR?, su Contributors.ro, 18 dicembre 2024.
36. ↑  (RO) Klaus Iohannis: „Pentru a scuti România de această criză, demisionez din funcția de președinte al României”, su Digi 24, 10 febbraio 2025.
37. 1 2  (RO) Crin Antonescu acceptă să fie candidat unic la alegerile prezidențiale din partea coaliției PSD-PNL-UDMR-Minorități, su Euronews, 22 dicembre 2024. URL consultato il 26 dicembre 2024.
38. ↑  (RO) Crin Antonescu, validat de liberali candidat la prezidențiale: „N-am pretenția că sunt vreun salvator”, in Euronews, 26 gennaio 2025.
39. ↑  (RO) UDMR a validat candidatura lui Crin Antonescu la alegerile prezidenţiale, G4 Media, 29 gennaio 2025.
40. ↑  (RO) Congres PSD. Ciolacu, laude la Crin Antonescu și atacuri la Ciucă: Orgoliile stupide au făcut să candidăm separat și să ne umplem de noroi pe toate TV-urile. Am generat doar silă / Crin Antonescu: Nimeni din partidul meu nu a vorbit așa frumos despre mine, in HotNews, 2 febbraio 2025.
41. 1 2  (RO) BEC a înregistrat Alianţa Electorală „România Înainte” care îl susţine pe Crin Antonescu la alegerile prezidenţiale, in Digi24, 22 febbraio 2025.
42. 1 2  (RO) Prezidențiale2025 / UPDATE Crin Antonescu și-a depus candidatura la BEC: Nu mă clatin, nu mă întorc, nu mă dau la o parte, in Agerpres, 9 marzo 2025.
43. ↑  (RO) Nicușor Dan: Intenționez să candidez la alegerile prezidențiale din 2025 / Sunt zone întregi din statul român capturate de grupuri de interese, in HotNews.ro, 16 dicembre 2024.
44. ↑  (RO) Sebastian Pricop, VIDEO Nicușor Dan: Intenționez să candidez la alegerile prezidențiale din 2025 / Sunt zone întregi din statul român capturate de grupuri de interese, su HotNews, 16 dicembre 2024. URL consultato il 16 dicembre 2024.
45. ↑  (RO) Alexandru Costea e Cristina Sava, Nicușor Dan, despre candidatura lui Crin Antonescu: „E o decizie pe care au luat-o, foarte bine, eu mi-o mențin pe a mea”, su Digi24, 23 dicembre 2024. URL consultato il 26 dicembre 2024.
46. 1 2  (RO) Sebastian Pricop, Primul partid care anunță public susținerea pentru Nicușor Dan: „Dorim ca acesta să fie primul pas către o alianță de susținere”, su HotNews, 18 dicembre 2024. URL consultato il 18 dicembre 2024.
47. ↑  (RO) Vlad Gheorghe: DREPT este primul partid care îl susţine pe Nicuşor Dan la preşedinţie, in Bursa, 18 dicembre 2024.
48. ↑  (RO) Eugen Tomac, reales preşedinte al PMP. Partidul a validat susținerea candidaturii lui Nicuşor Dan la prezidenţiale, in Adevărul, 1º febbraio 2025.
49. ↑  (RO) Primul partid care îl susține oficial pe Nicușor Dan în cursa pentru Cotroceni. „Alternativa nu e în niciun caz Rusia”, in HotNews, 1º febbraio 2025.
50. ↑  (RO) Nicușor Dan, susținut de PMP și Forța Dreptei la alegerile prezidențiale 2025. „O să merg până la capăt cu candidatura”, in Euronews, 2 febbraio 2025.
51. ↑  (RO) Prezidenţiale 2025. Nicuşor Dan și-a depus candidatura la BEC: „În campania aceasta electorală, vocea oamenilor se va auzi mult mai mult decât cea a politicienilor”, in Radio Romania, 7 marzo 2025.
52. ↑  (RO) Partito Diaspora Unita, su partidul-pdu.ro, 2 febbraio 2025.
53. ↑  (RO) COMUNICAT: PNȚMM îl susține pe Nicușor Dan la alegerile prezidențiale din acest an, su pntmm.ro, 31 gennaio 2025.
54. ↑  (RO) Pagina Instagram del Partito Verde, su instagram.com, 13 marzo 2025.
55. 1 2  (RO) Nicușor Dan și-a depus candidatura la prezidențiale: „Este rolul preşedintelui să adune toate energiile pentru a face o țară puternică”, in Digi 24, 7 marzo 2025.
56. ↑  (RO) Virgil Rădulescu, A fost stabilită data alegerilor prezidențiale 2025, su Găzarul, 28 dicembre 2024. URL consultato il 29 dicembre 2024.
57. ↑  (RO) Ștefan Borcea, Liderii coaliției au stabilit data primului tur al alegerilor prezidențiale: 23 martie 2025 SURSE, su Adevarul, 28 fdicembre 2024. URL consultato il 29 dicembre 2024.
58. 1 2 3   La Corte costituzionale della Romania ha confermato il risultato del primo turno delle elezioni presidenziali, su il Post, 2 dicembre 2024. URL consultato il 29 dicembre 2024.
59. 1 2 3 4   Elena Lasconi și-a depus candidatura la prezidențiale. „Nu putem repeta greșelile de anul trecut”, su Digi 24, 13 marzo 2025.
60. 1 2  (RO) Victor Ponta, exclus a doua oară din PSD, după ce și-a depus candidatura la prezidențiale / Reacția acestuia, in HotNews, 12 marzo 2025.
61. ↑  (RO) Ponta spune că se autosuspendă din PSD şi că nu-l susţine pe Crin Antonescu, in Ecopolitic, 28 febbraio 2025.
62. ↑  (RO) Victor Ponta anunță că a adunat semnăturile necesare și își va depune candidatura la prezidențiale, in HotNews, 3 marzo 2025.
63. ↑  (RO) Victor Ponta și-a anunțat oficial candidatura la alegerile prezidențiale, in Libertatea, 7 marzo 2025.
64. 1 2  (RO) Victor Ponta și-a depus candidatura la alegerile prezidențiale. „Sunt gata să pun ce a fost rău în urmă și să mă uit doar la lucrurile bune”, in HotNews, 12 marzo 2025.
65. ↑   Milena Niță, George Simion: „Am votat cu Călin Georgescu”. Candidatul AUR s-a dus la secția de vot alături de fostul candidat la alegerile prezidențiale, su libertatea.ro, Libertatea, 4 maggio 2025. URL consultato il 4 maggio 2025 (archiviato il 4 maggio 2025).
66. ↑  (RO) George Simion: Nu voi candida la aceste alegeri prezidențiale, in Agerpres, 21 febbraio 2025.
67. ↑  (RO) George Simion susține că nu va candida la președinție după ce CCR a respins definitiv candidatura lui Călin Georgescu, in Libertatea, 12 marzo 2025.
68. ↑  (RO) AUR se reuneşte de urgenţă pentru a lua o decizie privind candidatul la prezidenţiale, in Bursa.ro, 11 marzo 2025.
69. ↑  (RO) George Simion și Anamaria Gavrilă candidează la președinție. Decizia a fost luată după o întâlnire cu Călin Georgescu, in Digi 24, 12 marzo 2025.
70. 1 2  (RO) George Simion și-a depus candidatura: Lumea nu poate fi schimbată decât de vizionari, in Evenimentul zilei, 14 marzo 2025.
71. ↑  (RO) George Simion şi-a depus candidatura la alegerile prezidenţiale 2025 alături de Mateusz Morawiecki, fost premier al Poloniei, in Libertatea, 14 marzo 2025.
72. ↑  (RO) Candidatura lui George Simion a fost validată de BEC. „Să vedem dacă trecem de CCR și revenim la democrație”, in Digi 24, 15 marzo 2025.
73. ↑  (RO) Anamaria Gavrilă și-a depus candidatura la prezidențiale: „Noi nu recunoaștem aceste alegeri ca fiind legitime”, in Adevărul, 15 marzo 2025.
74. ↑  (RO) Anamaria Gavrilă intră oficial în cursa pentru Cotroceni. BEC i-a validat candidatura, in Libertatea, 17 marzo 2025.
75. ↑  (RO) Anamaria Gavrilă se retrage din cursa pentru prezidențiale în favoarea lui George Simion, in Digi 24, 19 marzo 2025.
76. 1 2 3  (RO) Andi Miron, Cei 8 candidați favoriți să candideze la prezidențiale, în 2025. Călin Georgescu și Crin Antonescu, în capul listei: „E un cal mort / O bunicuță care a abuzat de dulciuri", su Ziare, 26 dicembre 2024. URL consultato il 26 dicembre 2024.
77. ↑   Mihaela Iordache, Col 23% dei voti, al primo turno delle presidenziali romene si impone a sorpresa l'indipendente Călin Georgescu di destra, noto per le sue posizioni filo-russe e anti-NATO. Al secondo turno se la vedrà con la conservatrice Elena Lasconi, su Osservatorio Balcani e Caucaso Transeuropa, 25 novembre 2024. URL consultato il 29 dicembre 2024.
78. ↑   Tamsin Paternoster, Elezioni Romania: chi è il vincitore al primo turno Călin Georgescu, filorusso e anti Nato, su Euronews, 25 novembre 2024. URL consultato il 29 dicembre 2024.
79. ↑   L'exploit del candidato filorusso alle elezioni in Romania, su AGI, 25 novembre 2024. URL consultato il 29 dicembre 2024.
80. ↑  (RO) Rezultate, su prezenta.roaep.ro. URL consultato il 29 dicembre 2024.
81. ↑  (RO) Călin Georgescu și-a depus candidatura la președinție la BEC: „A doua oară nu voi mai fi interzis, pentru că vor fi judecați de toate instanțele”, in Libertatea, 7 marzo 2025.
82. 1 2  (RO) Violențe în centrul Capitalei după ce candidatura lui Călin Georgescu a fost respinsă de BEC, in HotNews.ro, 9 marzo 2025.
83. ↑  (RO) Cum motivează Biroul Electoral Central respingerea candidaturii lui Călin Georgescu. „Candidatul a încălcat obligația de a apăra democrația”, in HotNews.ro, 9 marzo 2025.
84. ↑  (RO) Decizie privind respingerea inregistrarii candidaturii independente a domnului Georgescu Calin la alegerile pentru Presedintele Romaniei din anul 2025 (PDF), su prezidentiale2025.bec.ro, Ufficio elettorale centrale, 9 marzo 2025.
85. ↑   Romania, respinta la candidatura di Georgescu alle presidenziali. Scontri di piazza a Bucarest, in Il Sole 24 Ore, 9 marzo 2025.
86. ↑  (EN) Pro-Russia Călin Georgescu barred from Romanian presidential election re-run, in The Guardian, 9 marzo 2025.
87. ↑  (RO) Elon Musk reacționează la decizia BEC de a invalida candidatura lui Călin Georgescu, in HotNews.ro, 9 marzo 2025.
88. ↑  (RO) Vicepremierul Italiei, Matteo Salvini, despre blocarea candidaturii lui Georgescu: „O euro-lovitură de stat în stil sovietic”, in HotNews.ro, 10 marzo 2025.
89. ↑   L’ultra-nazionalista Georgescu è stato estromesso dalle elezioni presidenziali in Romania, in EU News, 10 marzo 2025.
90. ↑  (RO) Kremlinul consideră că alegerile prezidenţiale din România fără Călin Georgescu, candidatul de extremă dreapta prorus, nu vor avea legitimitate, in G4 Media, 11 marzo 2025.
91. ↑   Romania, Alta Corte boccia ricorso di Georgescu: non potrà candidarsi, in Sky TG24, 11 marzo 2025.
92. ↑  (RO) Diana Șoșoacă, hotărâtă să-și depună din nou candidatura la prezidențiale. „N-am nicio teamă. Teama vine de la diavol”, Adevărul, 12 marzo 2025.
93. ↑  (RO) Candidatura Dianei Șoșoacă la prezidențiale, anulată de CCR. Prima reacție a eurodeputatei, in Euronews, 5 ottobre 2024.
94. ↑  (RO) Cum motivează CCR respingerea candidaturii Dianei Șoșoacă la alegerile prezidențiale: Trebuie să îndeplinească condițiile din jurământul de credință și înainte să jure, in HotNews, 7 ottobre 2024.
95. ↑  (RO) Diana Şoşoacă şi-a depus candidatura la președinție. „Dacă nu voi fi lăsată să candidez, praful și pulberea se va alege”, Digi 24, 13 marzo 2025.
96. ↑  (RO) Candidatura Dianei Șoșoacă la prezidențiale a fost respinsă de BEC. Reacția șefei SOS, Digi 24, 15 marzo 2025.
97. ↑  (RO) OFICIAL Diana Șoșoacă nu poate candida alegerile prezidențiale. Judecătorii CCR i-au respins contestațiile / Decizia este definitivă, HotNews, 17 marzo 2025.
98. ↑  (RO) Maria Dinu, Anton Pisaroglu nu mai candidează la alegerile prezidențiale: „Planul de fragmentare a votului suveranist a început”, su Adevărul, 15 marzo 2024.
99. ↑  (RO) Decizie privind inregistrarea candidaturii domnului Banu-Muscel John-Ion (PDF), su BEC, 15 marzo 2024.
100. 1 2 3  (RO) Liderii USR anunță retragerea sprijinului acordat lui Lasconi în alegeri: Doar Nicușor Dan poate împiedica tur 2 Simion-Ponta. Din păcate, ea vrea să continue, in HotNews, 9 aprile 2025.
101. ↑  (RO) Decizie privind inregistrarea candidaturii a domnului Funeriu Petru Daniel (PDF), su BEC, 15 marzo 2024.
102. ↑  (RO) Decizie privind inregistrarea candidaturii domnului Popescu Sebastian Constantin (PDF), su BEC, 17 marzo 2024.
103. ↑  (RO) Decizie privind inregistrarea candidaturii domnului Predoiu Silviu (PDF), su BEC, 17 marzo 2024.
104. ↑  (RO) Decizie privind inregistrarea candidaturii doameni Șandru Marcela-Lavinia (PDF), su BEC, 15 marzo 2024.
105. ↑  (RO) Decizie privind inregistrarea candidaturii domnului Terheș Cristian Vasile (PDF), su BEC, 15 marzo 2024.
106. ↑  (RO) Cine este managerul de campanie al lui Crin Antonescu pentru alegerile prezidențiale. A fost acuzat de corupție și trimis în judecată de DNA, in Libertatea, 11 febbraio 2025.
107. 1 2  (RO) Oamenii și problema din spatele campaniei lui Crin Antonescu. Consultantul politic a lucrat cu Kelemen Hunor și a avut funcții la vârful UDMR, in HotNews, 9 marzo 2025.
108. ↑  (RO) Daniel Băluţă va conduce din partea PSD campania la prezidenţiale a lui Crin Antonescu, in G4 Media, 12 marzo 2025.
109. ↑  (RO) Daniel Băluţă va conduce din partea PSD campania la prezidenţiale a lui Crin Antonescu, in Bursa, 12 marzo 2025.
110. 1 2  (RO) Debut de campanie electrorală – Crin Antonescu: Voi fi un preşedinte-cetăţean, in News.ro, 4 aprile 2025.
111. ↑  (RO) Crin Antonescu: „Vreau să fiu primul președinte care își asumă împăcarea cetățeanului cu statul”, in Gândul, 21 aprile 2025.
112. ↑  (RO) Prezidențiale 2025/Crin Antonescu: Nu există alternativă de stabilitate la actuala majoritate parlamentară, in Agerpres, 28 marzo 2025.
113. ↑  (RO) Crin Antonescu, candidatul susținut de coaliția de guvernare, la Interviurile Adevărul: „Clasa politică este asta, eu alta nu am”, in Adevărul, 22 aprile 2025.
114. 1 2 3  (RO) Crin Antonescu. ”Discurs mai degrabă naționalist conservator, nu atât de populist și ilogic ca al lui C. Georgescu”, in RFI, 4 febbraio 2025.
115. ↑  (RO) Alegeri prezidențiale 2025. Crin Antonescu vânează încă o dată, după ani de pauză, un loc în prim-planul politicii românești, in Digi 24, 1º aprile 2025.
116. ↑  (RO) Crin Antonescu: Am fost primul candidat care a spus că nu va trimite trupe în Ucraina, in Stiripesurse.ro, 24 marzo 2025.
117. ↑  (RO) Crin Antonescu anunță depunerea unui proiect în Parlament prin care cei care intră în magistratură să se pensioneze la 65 de ani, in Digi 24, 7 aprile 2025.
118. ↑  (RO) Reacția CSM față de proiectul de lege care reduce pensiile speciale ale magistraților: Poate duce la un „blocaj” în Justiție, in Digi 24, 8 aprile 2025.
119. ↑  (EN) Romanian ruling coalition's presidential candidate Crin Antonescu denounces Green Deal, in Romania Insider, 15 aprile 2025.
120. ↑  (EN) Măsurile luate de Crin Antonescu contra drogurilor dacă ar deveni președinte, in HotNews, 17 aprile 2025.
121. ↑  (RO) Crin Antonescu nu va forma guvern cu USR dacă va ajunge preşedinte: Oamenii ăştia, într-o lună, se vor certa între ei, in Prima News, 15 aprile 2025.
122. ↑  (RO) După mitingul din fieful PNL de la Cluj, Crin Antonescu merge în fieful PSD, unde e așteptat și Marcel Ciolacu. Sociolog: „În cinci sondaje este pe locul patru”, in HotNews, 31 marzo 2025.
123. ↑  (RO) Crin Antonescu și-a lansat programul prezidențial. „Avem nevoie de Vest, dar, mai nou, și Vestul are nevoie de noi”, in HotNews, 9 aprile 2025.
124. ↑  (RO) Programma presidenziale di Crin Antonescu (PDF), su hotnews.ro.
125. ↑  (RO) Crin Antonescu a dat o declarație la Securitate despre un prieten. CNSAS: „Nu se poate reține calitatea de colaborator” DOCUMENT, in Digi 24, 15 aprile 2025.
126. ↑  (RO) Crin Antonescu a citit în conferință de presă declarația dată în fața Securității. „Nu e notă informativă” / „Nu am fost o victimă, dar am fost investigat”, in HotNews, 17 aprile 2025.
127. 1 2 3  (RO) Nicușor Dan candidează la alegerile prezidențiale din 2025: E nevoie de un președinte care să asigure direcția pro-reformă, in Digi 24, 16 dicembre 2024.
128. ↑  (RO) Sito ufficiale di Nicușor Dan, su nicusordan.ro.
129. ↑  (RO) Nicuşor Dan a dat startul campaniei electorale alături de voluntarii care-i lipesc afişele: Toţi oamenii care vor o Românie dreaptă, o schimbare în modul în care funcţionează statul român, păstrând direcţia europeană, se vor face auziţi - VIDEO, in News.ro, 4 aprile 2025.
130. ↑  (RO) „România onestă”, sloganul lui Nicușor Dan. Edilul explică legalitatea campaniei sale de promovare, in Pro TV, 8 febbraio 2025.
131. ↑  (RO) Câți bani susține Nicușor Dan că a strâns și investit în precampanie și cum vrea să mai facă rost de fonduri, in HotNews, 29 marzo 2025.
132. ↑  (RO) Nicușor Dan și-a lansat campania sub sloganul „România onestă”, subliniind că legea îi permite să primească donații și să realizeze materiale de propagandă politică și în afara perioadei de campanie electorală, in G4 Media, 8 febbraio 2025.
133. ↑  (RO) Nicușor Dan a primit donații de 262.000 de euro de la doi afaceriști misterioși. Câți bani a strâns primarul Capitalei înaintea campaniei electorale, in Libertatea, 31 marzo 2025.
134. ↑  (RO) Nicușor Dan și-a dus campania în marile CAPITALE europene. Mesajele sale au ajuns până la New York!, in Gândul, 4 aprile 2025.
135. ↑  (RO) Panouri electorale ale lui Nicușor Dan în diaspora / Primarul general al Capitalei publică imagini din New York și mai multe capitale europene / Care este mesajul său electoral, in G4 Media, 3 aprile 2025.
136. ↑  (RO) Nicuşor Dan s-a răzgândit: nu l-ar numi pe Iohannis consilier la Cotroceni. „De la prea mult sos picant”, in Adevărul, 12 aprile 2025.
137. ↑  (RO) Nicușor Dan anunță o schimbare majoră de șefi, dacă devine președinte, in HotNews, 12 aprile 2025.
138. ↑  (RO) Ce măsuri propune Nicușor Dan pentru a combate fenomenul drogurilor: „Trebuie să ne ducem şi la educaţia părinţilor”, in HotNews, 19 marzo 2025.
139. ↑  (RO) Nicușor Dan nu promite premierul Bolojan și spune că scandalul din USR l-a tras în jos, in Fanatik, 19 aprile 2025.
140. ↑  (RO) Motivul pentru care Nicușor Dan nu spune cine îi donează bani pentru campanie. ”Au afaceri absolut corecte”, in Pro TV, 7 aprile 2025.
141. ↑  (EN) Romania’s presidential race begins amid calls to avoid runoff with sovereignists, in Euractiv, 7 aprile 2025.
142. ↑  (RO) Elena Lasconi îl acuză pe Nicușor Dan că minte: „Nu negociez cu el sau cu Crin Antonescu. E lipsă de respect față de români”, in Digi 24, 3 aprile 2025.
143. ↑  (RO) USR nu poate face campanie pentru Nicușor Dan, a decis BEC după o sesizare AUR / Prima reacție a primarului și a Elenei Lasconi, in HotNews, 12 aprile 2025.
144. ↑  (RO) Lasconi câștigă la tribunal: USR nu-i poate face campanie lui Nicușor Dan. Partidul consideră periculoasă decizia și va face recurs la ÎCCJ, in SpotMedia, 17 aprile 2025.
145. ↑  (RO) USR nu poate face campanie pentru Nicușor Dan – decizie la Curtea de Apel / USR atacă decizia la Înalta Curte, in HotNews, 17 aprile 2025.
146. ↑  (RO) Nicușor Dan acuză că este victima unui „atac cibernetic” în cazul boților care îl laudă pe internet: „Risc să am conturile închise”, in Digi 24, 16 aprile 2025.
147. ↑  (RO) Nicușor Dan tună și fulgeră. A făcut plângere după ce a fost ținta unui atac cibernetic, in Stiripesurse.ro, 16 aprile 2025.
148. ↑  (RO) AEP l-a reclamat pe Nicușor Dan la Parchet pentru că nu a declarat donații de peste 650.000 de euro, in Fanatik, 24 aprile 2025.
149. ↑  (RO) Bomba campaniei! Comisia Europeană și ANCOM anchetează mii de CONTURI posibil FALSE care ar crește artificial vizibilitatea lui Nicușor Dan pe TikTok, in Gândul, 27 aprile 2025.
150. 1 2 3 4  (RO) Nicușor Dan și-a prezentat programul prezidențial: judecători CCR doar din rândul magistraților, primari aleși în două tururi, in HotNews, 22 aprile 2025.
151. 1 2  (RO) Nicușor Dan și-a prezentat programul prezidențial. vrea redesenarea administrativă a României în funcție de polii de creștere, in Economica.net, 22 aprile 2025.
152. ↑  (RO) Programma presidenziale di Nicușor Dan (PDF), su nicusordan.ro.
153. ↑  (RO) Elena Lasconi are strateg nou, in Snoop.ro, 21 marzo 2025.
154. ↑  (RO) Un coordonator de campanie al Elenei Lasconi se retrage: „E un drum în care eu, personal, nu cred” / Elena Lasconi: „Este imatur”, in HotNews, 20 marzo 2025.
155. ↑  (RO) Elena Lasconi, mesaj ferm privind retragerea din cursa pentru Cotroceni: Nicușor Dan este în scădere, eu sunt în creștere, in HotNews, 16 marzo 2025.
156. ↑  (RO) Elena Lasconi îl acuză pe Nicușor Dan că minte: „Nu negociez cu el sau cu Crin Antonescu. E lipsă de respect față de români”, in Digi 24, 3 aprile 2025.
157. ↑  (RO) Lasconi, întrebată de ce ar fi mai bună de preşedinte decât Nicuşor Dan: Pentru că sunt dată naibii, in G4 Media, 1º aprile 2025.
158. ↑  (RO) Lasconi, victima inocentă și singurul schelet din dulapul ei, in Deutsche Welle, 1º maggio 2025.
159. ↑  (RO) Lasconi, revoltată pe lipsa de reacție a instituțiilor statului în privința TikTok: „Rusia pare că duce o ofensivă puternică”, in Adevărul, 4 aprile 2025.
160. ↑  (RO) Un candidat la prezidențiale cere închiderea temporară a TikTok înaintea scrutinului din mai. „Măcar înainte cu o săptămână-două”, in HotNews, 23 marzo 2025.
161. ↑   (RO) PORTRET DE CANDIDAT: Elena Lasconi, in Recorder, 25 aprile 2025,  a 24 min 20 s.
162. 1 2 3  (RO) Sito ufficiale di Elena Lasconi, su elenalasconi.ro.
163. ↑  (RO) Lasconi: Vă promit că Ilie Bolojan va fi premier, dacă eu voi ajunge președintele României, in Agerpres, 1º aprile 2025.
164. ↑  (RO) Dominic Fritz, la HotNews: Sondajele nu sunt măsluite. Refuzăm să participăm la minciuna că Elena Lasconi poate deveni președinte / Ce pericol spune el că există, in HotNews, 10 aprile 2025.
165. ↑  (RO) Elena Lasconi, despre cei care au decis să-i retragă sprijinul: „O mână de trădători oportuniști” / „Foarte mulți loseri”, in HotNews, 9 aprile 2025.
166. ↑  (RO) Elena Lasconi: Ar trebui o reformare a USR. Trebuie să cadă niște capete, nu putem continua în acest fel, in Digi 24, 17 aprile 2025.
167. ↑  (RO) Elena Lasconi divulgă cât a strâns din donații: De semințe, in Profit, 25 aprile 2025.
168. ↑  (RO) Elena Lasconi publică fotografii de la o presupusă întâlnire a lui Nicuşor Dan cu Florian Coldea și Victor Ponta. Primele reacții, in Digi 24, 1º maggio 2025.
169. ↑  (RO) Plângeri penale în scandalul fotografiilor. Dan și Ponta spun că imaginile sunt false. Lasconi: Decât să ascund adevărul, mai bine, in Europa Libera Romania, 2 maggio 2025.
170. 1 2 3  (RO) Victor Ponta și-a lansat programul pentru Președinție: „M-am schimbat mult față de acum 10 ani” / Ce promite fostul premier / Atac la PSD, in HotNews, 6 marzo 2025.
171. 1 2 3  (RO) Sito ufficiale di Victor Ponta, su victorponta.ro.
172. 1 2 3  (RO) Alegeri prezidențiale 2025. Cariera politică a lui Victor Ponta, acum independent: Fost premier, șef PSD și consilier al lui Ciolacu, in Digi 24, 1º aprile 2025.
173. ↑  (RO) Victor Ponta spune că, dacă va ajunge președinte, va închide toate „dosarele politice”, inclusiv ale lui Călin Georgescu. Constituția nu îi oferă atribuții să se amestece în justiție însă, in HotNews, 20 marzo 2025.
174. ↑  (RO) Referendumul la care Victor Ponta ar vota DA, in DC News, 17 aprile 2025.
175. ↑  (RO) Victor Ponta şi-a lansat Programul Prezidențial „România pe primul loc”: Guvernul a rămas fără bani, este nevoie de măsuri urgente. Cu măsurile actuale, intrăm în faliment, in Romania TV, 27 aprile 2025.
176. ↑  (RO) Prezidențiale2025/Ponta: Recâștigarea încrederii printr-un acord politic privind înghețarea taxelor, in Agerpres, 27 aprile 2025.
177. ↑  (RO) Războiul suveraniștilor. Simion îl acuză pe Ponta că susținătorii acestuia au plătit 7 milioane euro pentru lobby american, in Digi 24, 1º aprile 2025.
178. 1 2  (RO) Ponta, copy-paste Trump: Campanie cu slogan, culori și materiale electorale de inspirație republicană, in Euronews, 12 marzo 2025.
179. ↑  (RO) Victor Ponta dorește guvernare PSD-AUR dacă ajunge președinte: „Au și oamenii cei mai pregătiți și au și încrederea cea mai mare din partea populației”, in Romania TV, 17 aprile 2025.
180. ↑  (RO) Ioana Hurdea, Victor Ponta a devenit deja presedintele Romaniei doar la Romania TV, in Aktual 24, 23 marzo 2025.
181. 1 2  (RO) Victor Ponta spune că în 2014 a ales să fie inundate localități românești / Ciolacu, Antonescu și alți lideri politici îi cer retragerea din cursa prezidențială / Ce le răspunde, in HotNews, 10 aprile 2025.
182. ↑  (RO) Analiză: Schimbarea la față a lui George Simion, in Deutsche Welle, 20 novembre 2024.
183. 1 2  (RO) Alegeri prezidențiale 2025. George Simion candidează încă o dată, după ce s-a clasat pe locul al patrulea în primul tur de anul trecut, in Digi 24, 1º aprile 2025.
184. ↑  (RO) George Simion: adevăratul moștenitor al lui Călin Georgescu sau om de sistem?, in G4 Media, 13 marzo 2025.
185. ↑  (RO) Cum se împarte moștenirea lui Georgescu. Cine profită și cine pierde, in Europa Libera Romania, 11 marzo 2025.
186. 1 2  (RO) De ce nu îl susține public Călin Georgescu pe George Simion. Claudiu Târziu: „Poate fi o strategie de păstrare a mitologiei”, in Antena 3, 6 aprile 2025.
187. ↑  (RO) George Simion, conferință cu susținători după ce și-a depus candidatura la prezidențiale. Ce a răspuns când a fost întrebat de ce nu e prezent și Călin Georgescu, in HotNews, 14 marzo 2025.
188. ↑  (RO) George Simion conduce în sondaje la început de campanie electorală, in GPI News, 4 aprile 2025.
189. ↑  (RO) Am ales ca slogan un cuvânt simplu, dar care spune totul: RESPECT, in Sito ufficiale di George Simion, 8 aprile 2025.
190. ↑  (RO) Cristian Pantazi, George Simion și-a schimbat radical strategia de promovare: fără brandul AUR, fără mitinguri, campanie specială pentru femei și studenți, plus campanie în diaspora ”Sună-ți mama să voteze”, in G4 Media, 3 aprile 2025.
191. ↑  (RO) George Simion trimite 1 milion de scrisori personalizate vârstnicilor din țară / Candidatul partidului extremist AUR la prezidențiale nu mai pompează bani în online, in G4 Media, 23 aprile 2025.
192. ↑  (RO) Scrisori personalizate din partea lui George Simion, trimise prin poștă. Erau adresate și persoanelor decedate, in Pro TV, 25 aprile 2025.
193. ↑  (RO) Campanie electorală sub semnul scandalului: AEP investighează AUR pentru posibile cheltuieli ilegale, in Bursa, 25 aprile 2025.
194. ↑  (RO) Simion consideră că „Europa trebuie să-și regândească abordarea”, în urma tarifelor impuse de Trump, in Adevărul, 3 aprile 2025.
195. ↑  (RO) Cu ce îl deranjau pe liderul AUR încă 10 jurnaliști în plus? George Simion a refuzat accesul televiziunilor la prima sa conferință de presă din campania electorală, in HotNews, 12 aprile 2025.
196. ↑  (RO) De ce fiecare român contează, de ce fiecare jurnalist contează și trebuie să primească RESPECT, in Sito ufficiale di George Simion, 12 aprile 2025.
197. ↑  (RO) Cum vrea George Simion să aducă turul 2 înapoi, cu Călin Georgescu și Elena Lasconi candidați, dacă iese președinte: “Că vom face referendum, că vom face dreptate în alt mod, vom vedea”, in Fanatik, 15 aprile 2025.
198. 1 2  (RO) George Simion: Noi avem acest stigmat că trebuie să finanţăm Republica Moldova. Până nu scoatem din sărăcie cetăţenii români, eu n-aş mai sprijini alte naţiuni, in HotNews, 14 aprile 2025.
199. 1 2 3  (RO) Prezidențiale2025/INTERVIU George Simion: Suveranitatea înseamnă să decizi cu fruntea sus în orice alianță; nu izolare, ci respect, in Agerpres, 17 aprile 2025.
200. 1 2 3  (RO) George Simion la Cluj, la dezbaterea UBB: Candidez pentru a asigura revenirea la democrație, in Cluj24, 23 aprile 2025.
201. ↑  (RO) Cât de realist este planul lui Simion de a concedia 500.000 de bugetari. Lista cu angajații care lucrează la stat, in Pro TV, 7 maggio 2025.
202. ↑  (RO) Absent de la cele trei dezbateri publice, George Simion s-a dus la Realitatea Plus: „Sunt singurul dintre competitori care are prieteni în actuala administrație Trump”, in HotNews, 30 aprile 2025.
203. 1 2  (RO) George Simion, declarații bizare într-un interviu cu un fost consilier al lui Donald Trump: „Vor să ne elimine fizic”. Ce îi pregătește lui Călin Georgescu, in Libertatea, 21 aprile 2025.
204. 1 2  (RO) George Simion, declarații delirante într-un interviu cu Steve Bannon: Se vrea eliminarea mea chiar prin asasinare, in Adevărul, 21 aprile 2025.
205. ↑  (RO) Sito ufficiale di John Banu, su banumuscel.ro.
206. ↑  (RO) Candidatul la prezidențiale care militează pentru portul de armă dă exemplul unei femei de 80 de ani „care este atacată de un muşchiulos de 120 de kilograme”, in HotNews, 12 aprile 2025.
207. 1 2  (RO) Cine este Daniel Funeriu, candidat independent la alegerile prezidențiale. Cele mai importante momente din cariera sa, in ProTV, 7 aprile 2025.
208. 1 2  (RO) Daniel Funeriu: Campania asta nu e o luptă cu ceilalţi contracandidaţi. E o luptă cu noi înşine pentru a fi, în fiecare zi, mai buni cu noi, cu familiile noastre, cu oamenii din ţara noastră / Să avem încredere în discernământul oamenilor, in News.ro, 15 marzo 2025.
209. ↑  (RO) Alegeri prezidențiale 2025. Cine este Daniel Funeriu, fostul ministru al Educației care a introdus camerele video la BAC, in Digi 24, 1º aprile 2025.
210. 1 2  (RO) Daniel Funeriu candidează ca independent la alegerile prezidențiale 2025. Ce funcții a avut, avere, CV și ce se știe despre familia lui, in Antena 3, 2 aprile 2025.
211. ↑  (RO) Daniel Funeriu, candidat independent la Președinția României, in Libertatea, 5 aprile 2025.
212. ↑  (RO) Daniel Funeriu: Românii sunt cei care vor decide direcția în care va merge România, in Radio Romania Actualitati, 4 aprile 2025.
213. ↑  (RO) Program electoral, su sebastianpopescu.ro, Sito ufficiale di Sebastian Popescu. URL consultato il 29 ottobre 2024.
214. ↑  (RO) România în prim-PLAN, su silviupredoiu.ro, Sito ufficiale di Silviu Predoiu. URL consultato il 29 ottobre 2024.
215. ↑  (RO) Lavinia Șandru și-a depus candidatura la alegerile prezidențiale, in Libertatea, 14 marzo 2025.
216. 1 2 3  (RO) Prezidențiale2025/ INTERVIU Lavinia Șandru: Nu am făcut parte niciodată din sistem, tocmai de aceea pot să mă lupt cu el, in Agerpres, 11 aprile 2025.
217. ↑  (RO) Cristian-Vasile Terheș, candidat PNCR la Președinția României, in Libertatea, 21 marzo 2025.
218. ↑  (RO) Obiectivul lui Cristian Terheș: O Românie puternică, sigură și prosperă, in Radio Romania Actualitati, 10 aprile 2025.
219. ↑  (RO) Alegerile prezidențiale din 2025: Cristian Terheș își reia cursa, contestând rezultatele primului tur de anul trecut, in Aura News, 1º aprile 2025.
220. 1 2  (RO) Prezidențiale2025/INTERVIU Cristian Terheș: Peste granițe, suntem toți români; politica externă - extensia unității naționale, in Agerpres, 10 aprile 2025.
221. ↑  (RO) Dezbaterea prezidențială: Antonescu s-a aliat cu Lasconi, pe tema intrării lui Nicușor Dan în cursă / Ce zic candidații despre Ciolacu premier după alegeri / Acuzații de telenovelă: „Vă rog, să nu ne încăierăm” / George Simion a părăsit dezbaterea, după ce i-a dat flori Elenei Lasconi, in G4 Media, 28 aprile 2025.
222. ↑  (RO) A doua dezbatere electorală acum, la TVR, cu 10 din 11 candidați. Lipsește George Simion / HotNews preia transmisiunea în direct, in HotNews, 29 aprile 2025.
223. ↑  (RO) A treia dezbatere prezidențială. Candidați fără defecte, contracandidați fără calități. Tensiuni între Crin Antonescu și Nicușor Dan, in Europa Libera Romania, 1º maggio 2025.
224. ↑  (RO) Sondaj AtlasIntel. Zona în care unul dintre candidați a crescut puternic în doar nouă zile - HotNews.ro, su hotnews.ro, 27 aprile 2025. URL consultato il 27 aprile 2025.
225. ↑  Hotnews
226. ↑  CNA